# 訃報 2022年5月
訃報 2022年5月（ふほう 2022ねん5がつ）では、2022年5月に物故した、もしくは物故が報じられた人物についてまとめる。

## 1日 - 15日

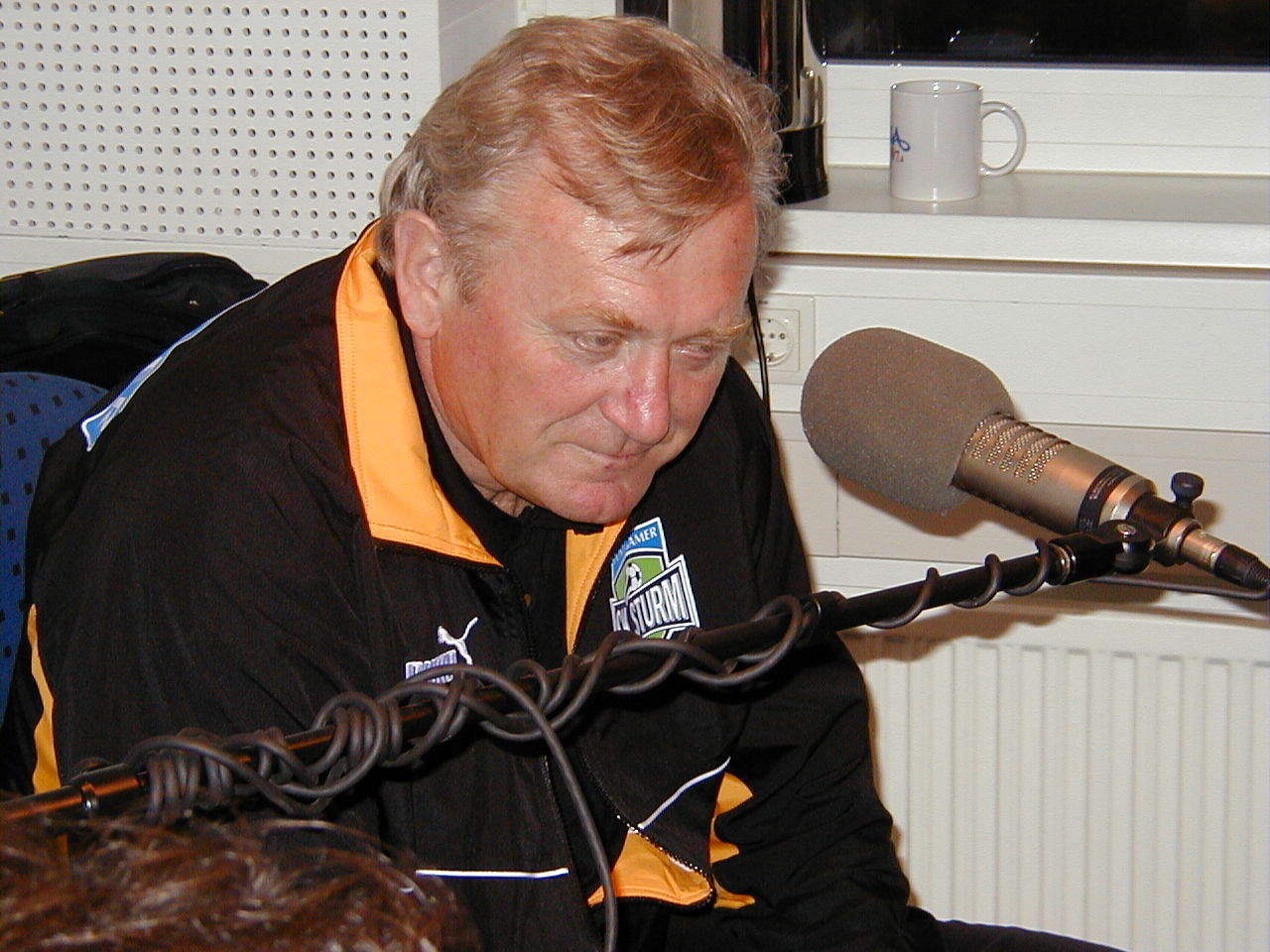
イビチャ・オシム／5月1日没

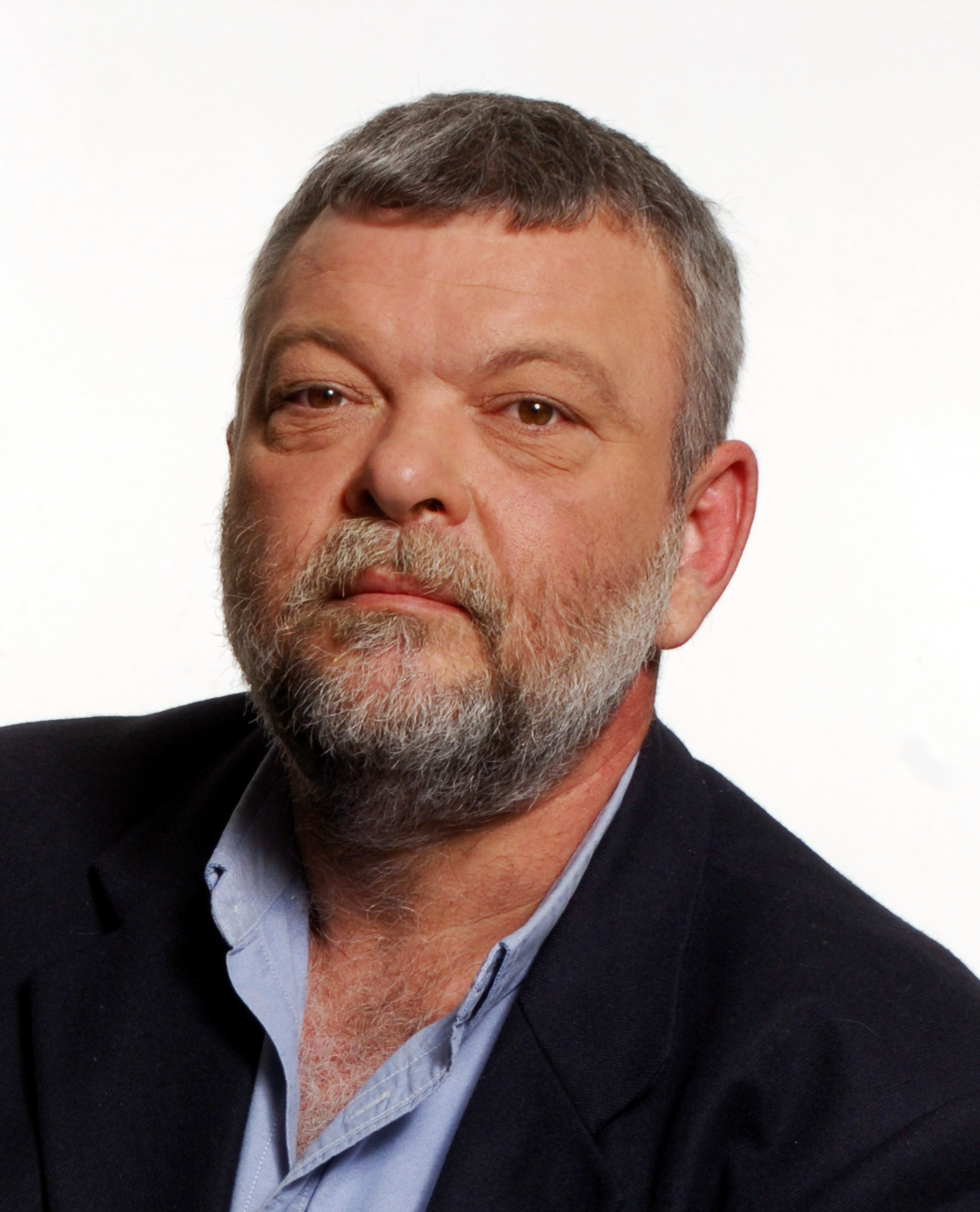
イラン・ギロン／5月1日没

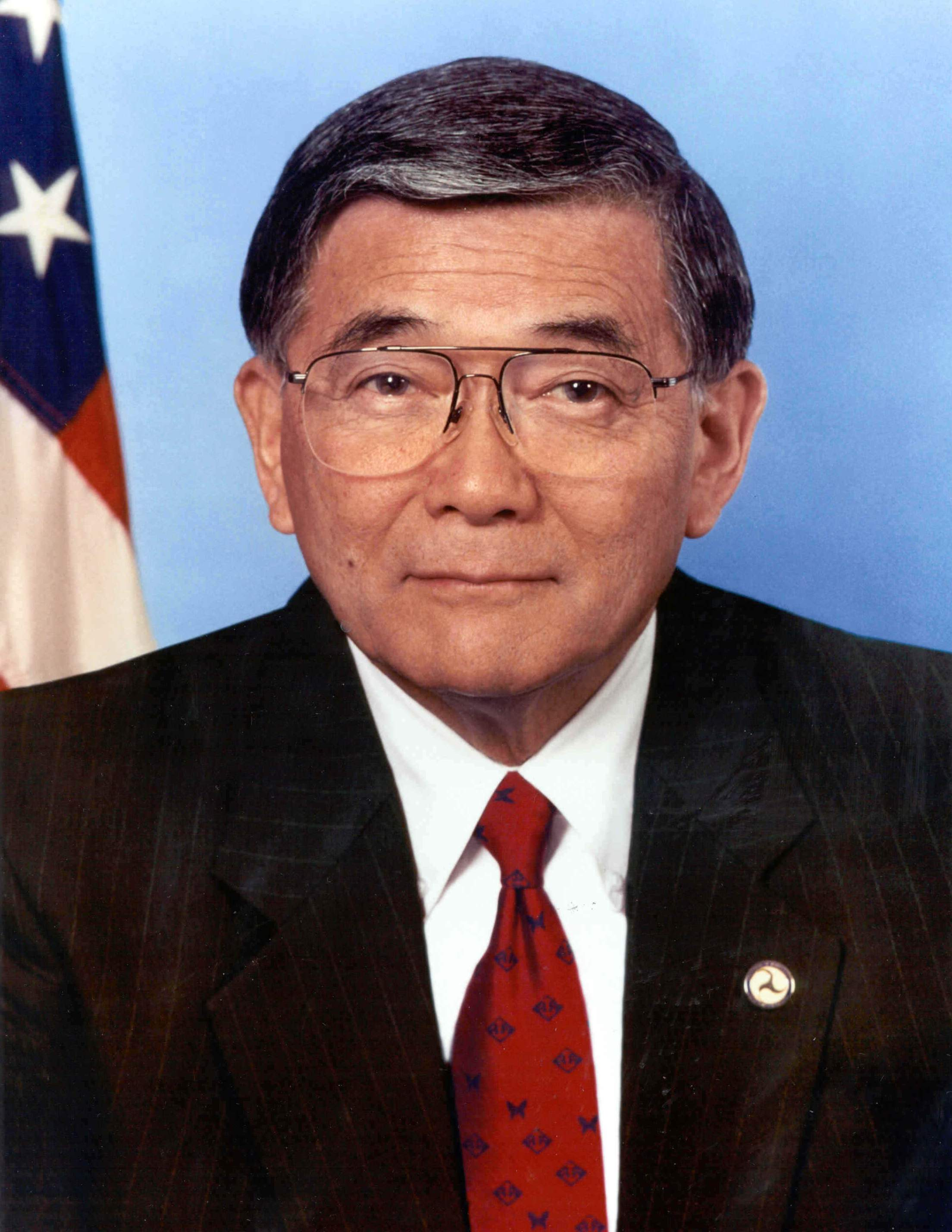
ノーマン・ミネタ／5月3日没

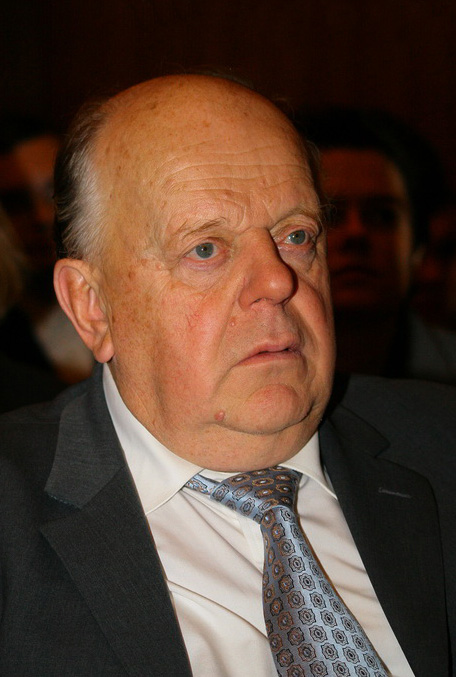
スタニスラフ・シュシケビッチ／5月4日没

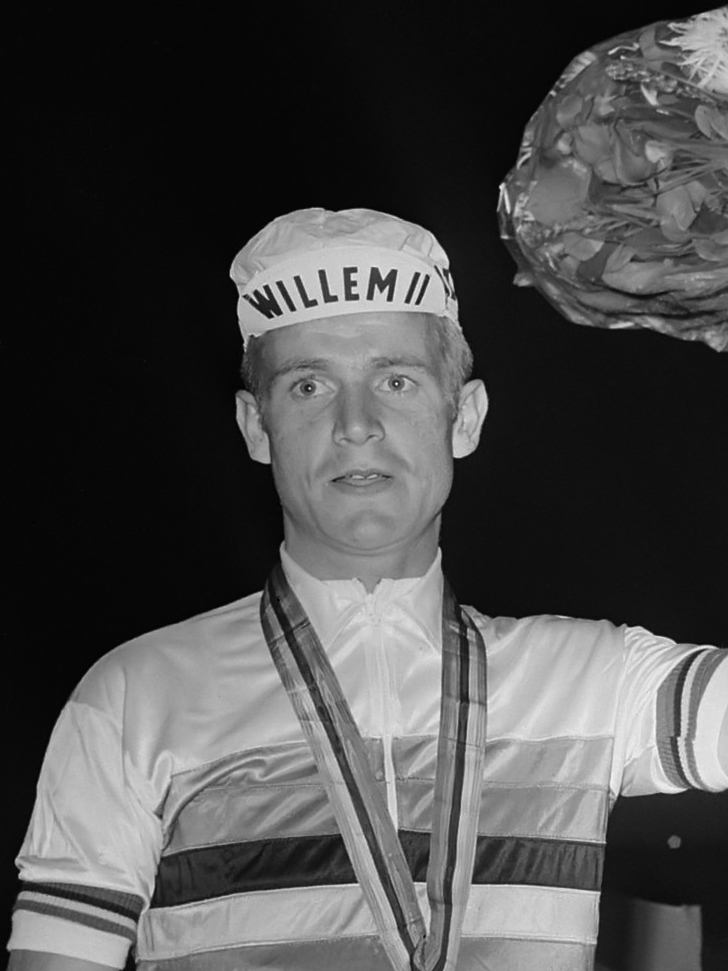
ハーム・オッテンブロス／5月5日没

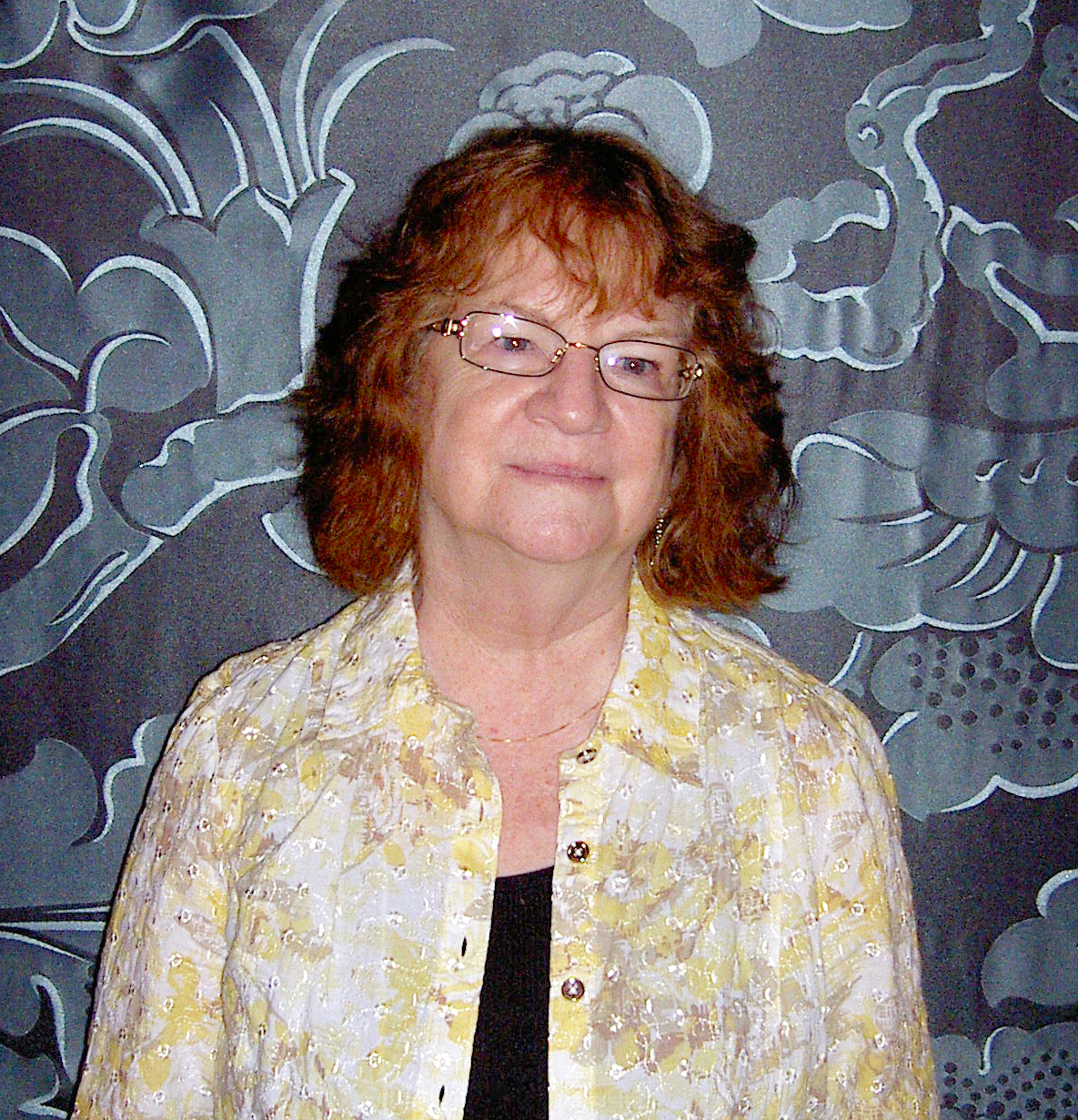
パトリシア・A・マキリップ／5月6日没

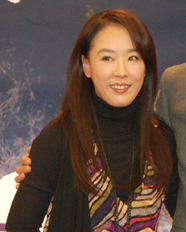
カン・スヨン／5月7日没

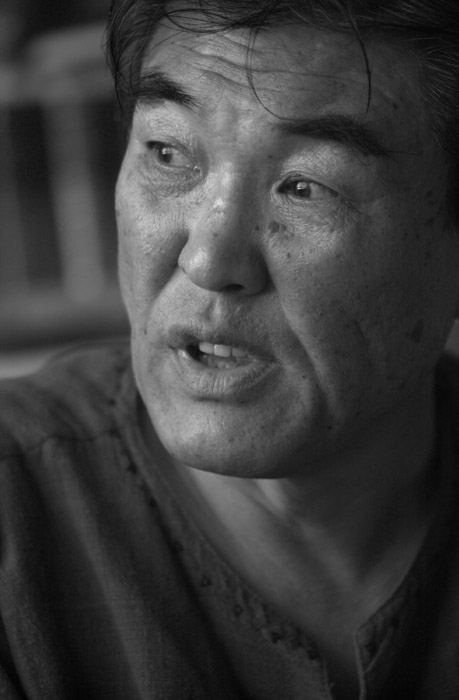
金芝河／5月8日没

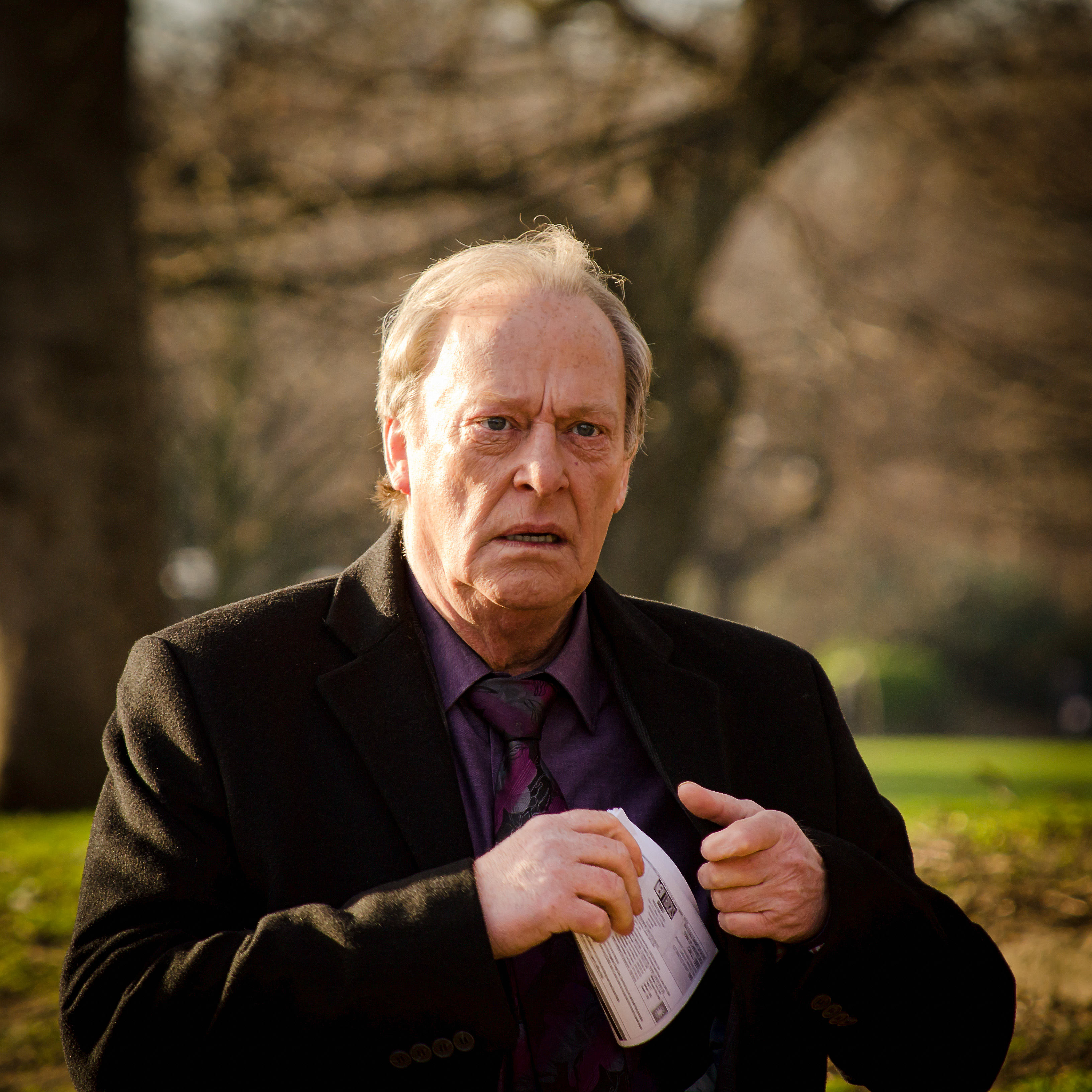
デニス・ウォーターマン／5月8日没

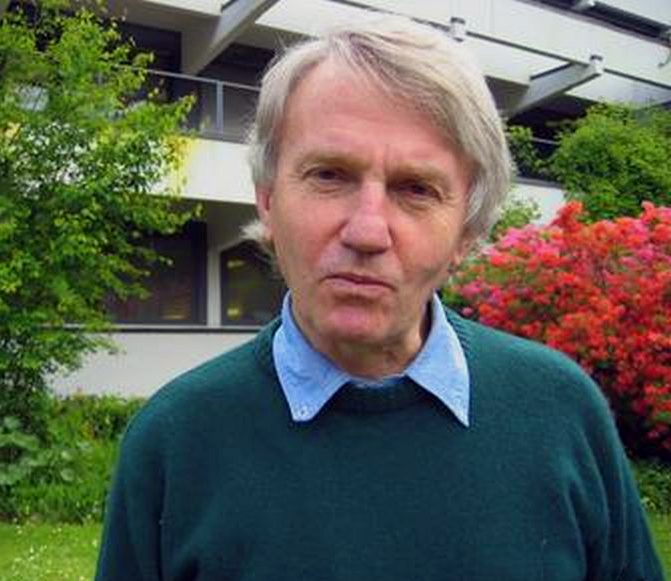
ジョン・ヘンリー・コーツ／5月9日没

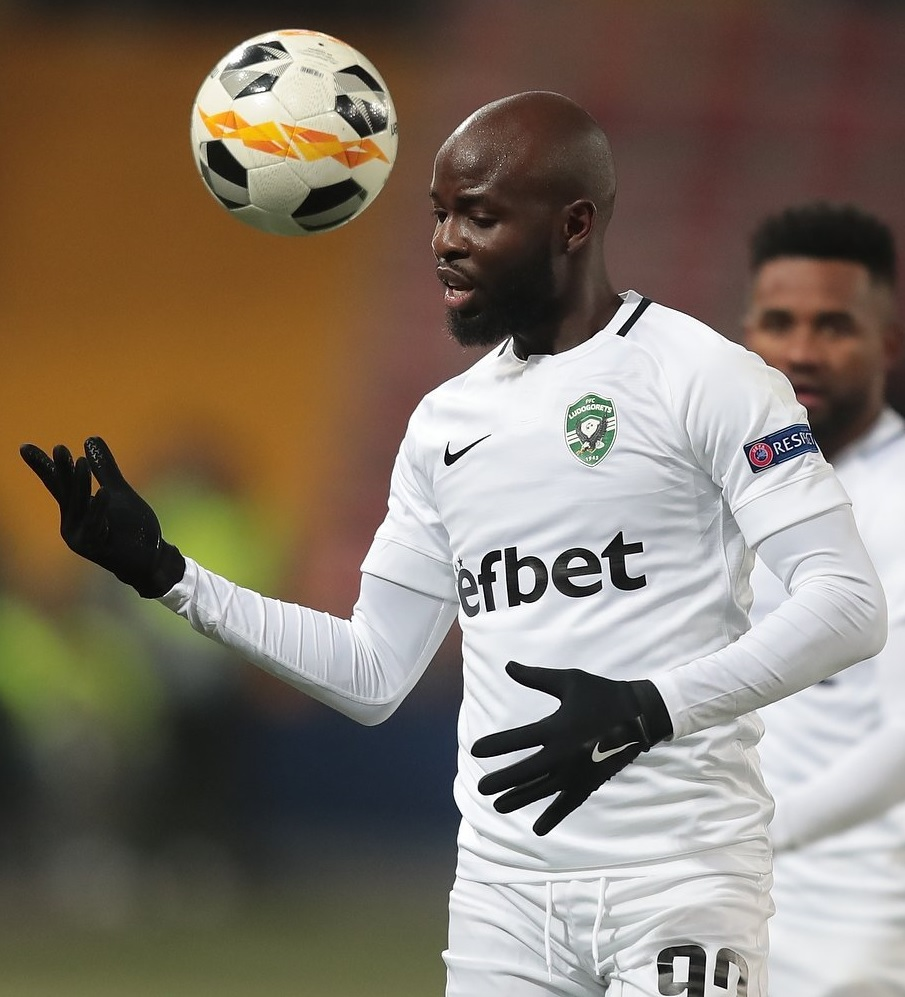
ジョディ・ルコキ／5月9日没

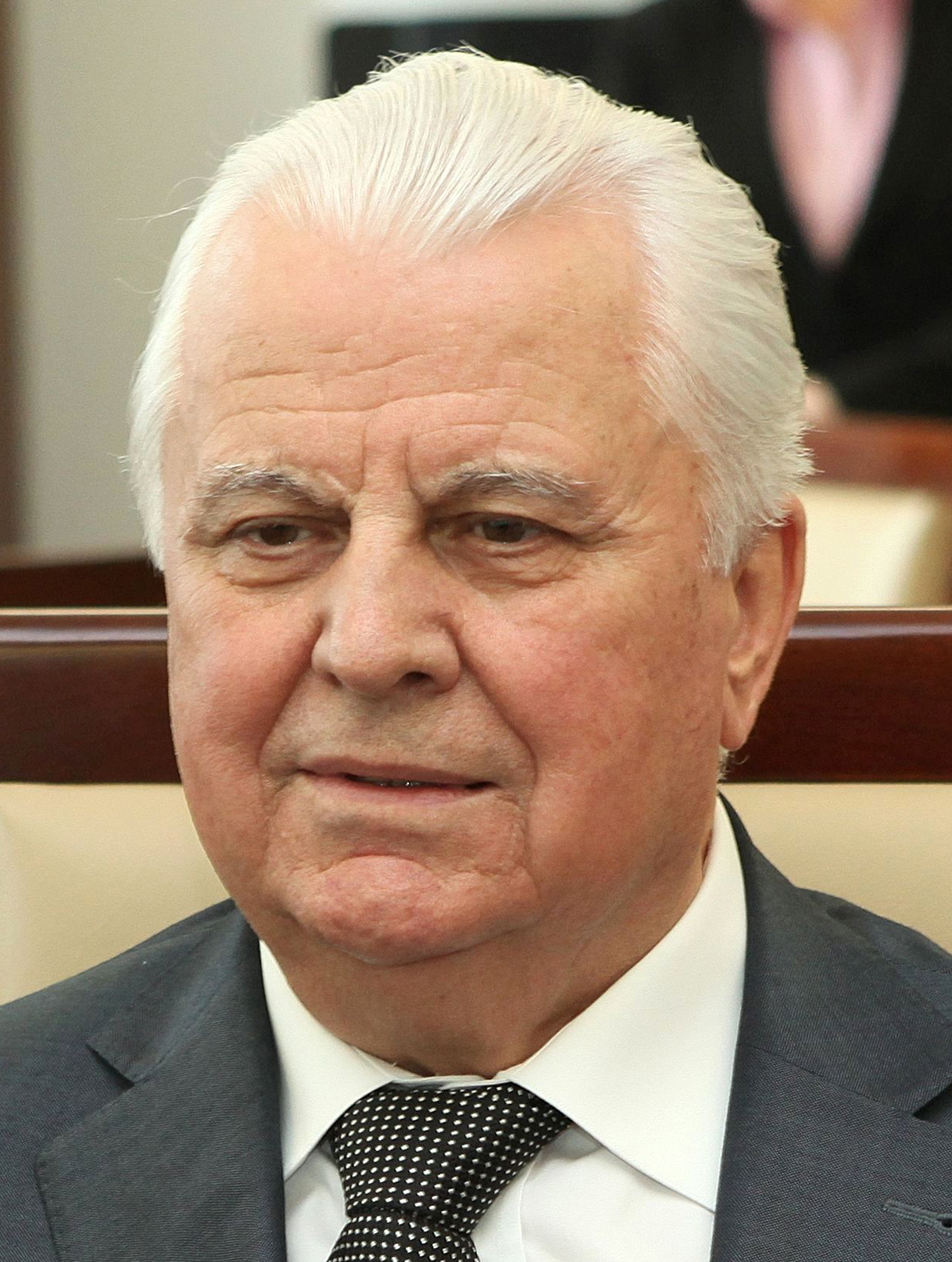
レオニード・クラフチュク／5月10日没

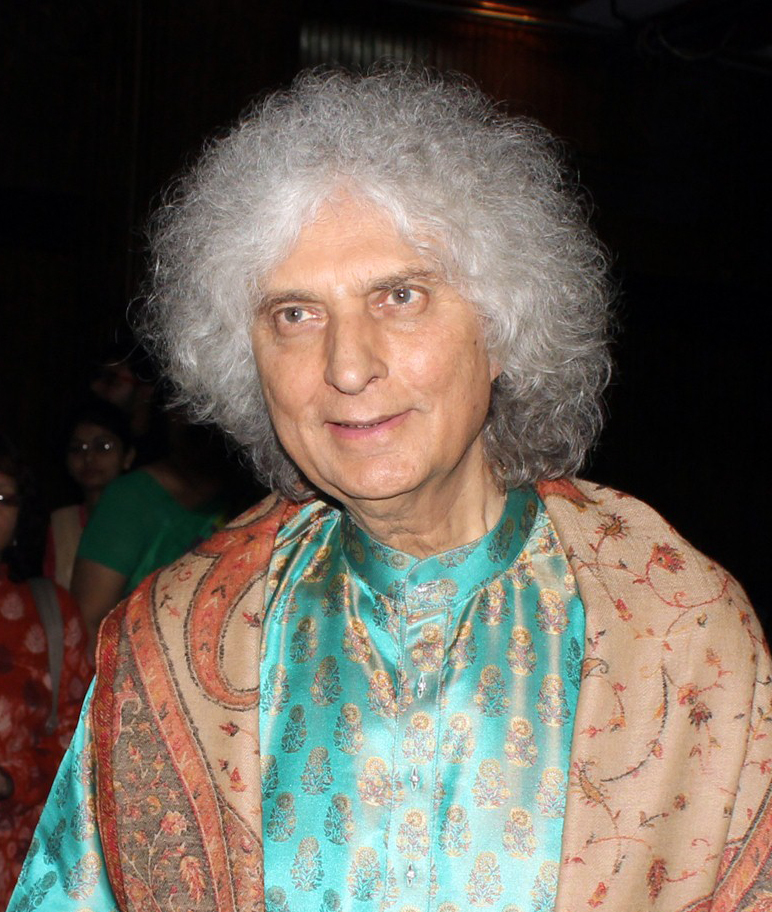
シヴ・クマール・シャルマ／5月10日没

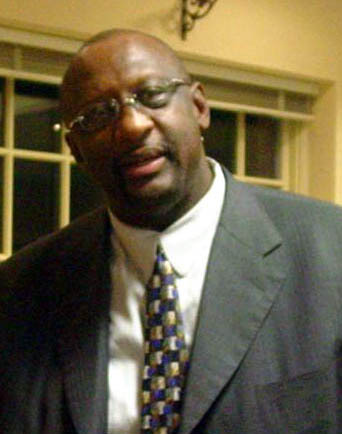
ボブ・レイニア／5月10日没

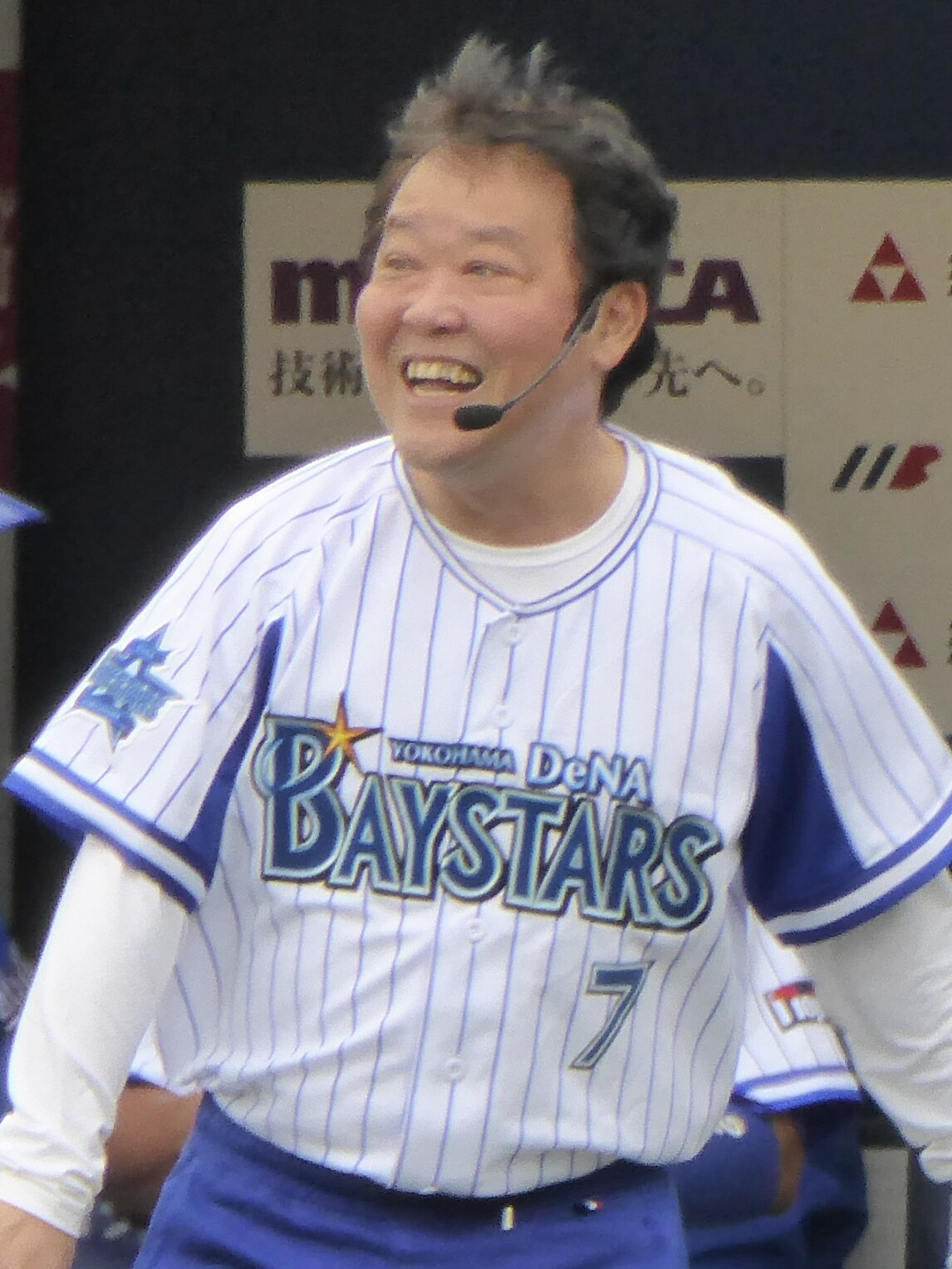
上島竜兵／5月11日没

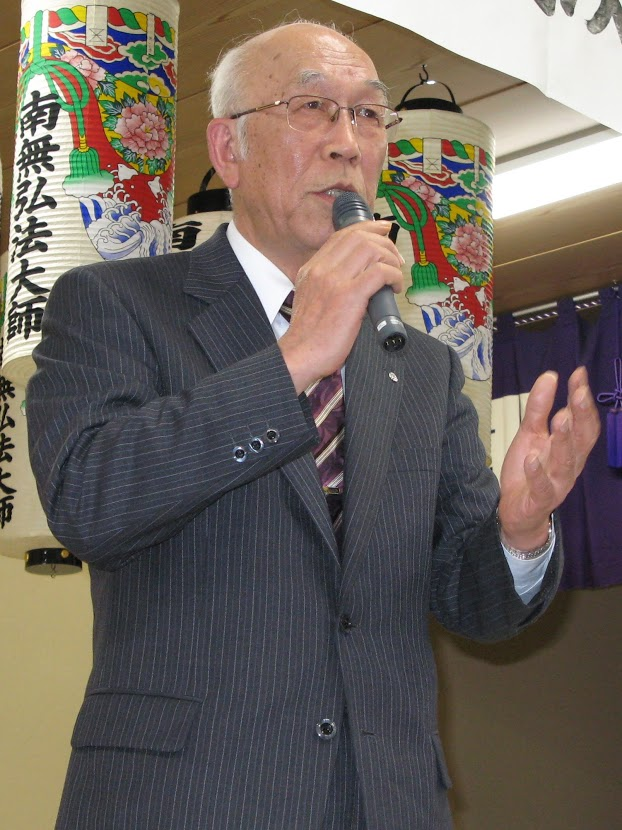
江戸満／5月12日没

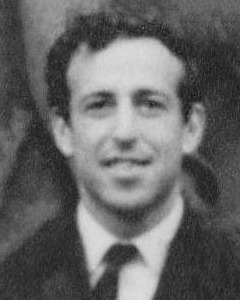
ベン・ロイ・モッテルソン／5月13日没

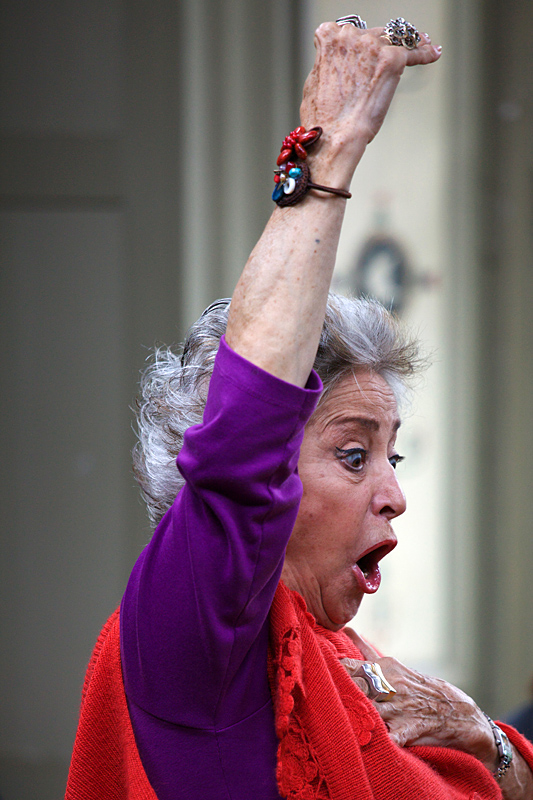
テレサ・ベルガンサ／5月13日没

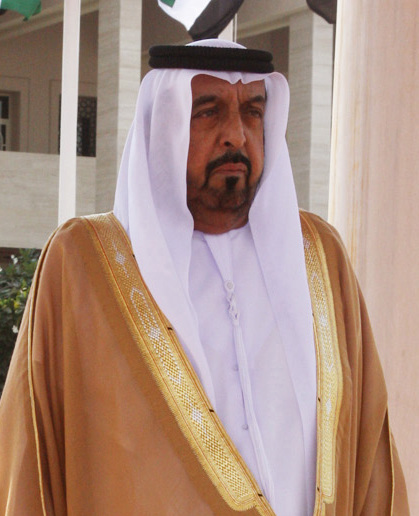
ハリーファ・ビン・ザーイド・アール・ナヒヤーン／5月13日没

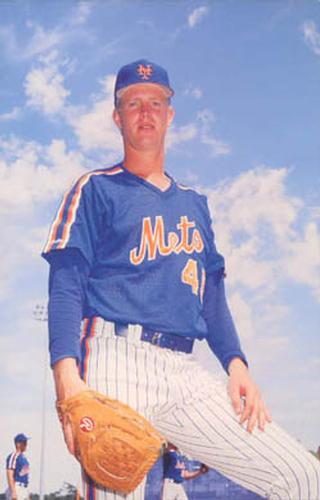
デビッド・ウェスト／5月14日没

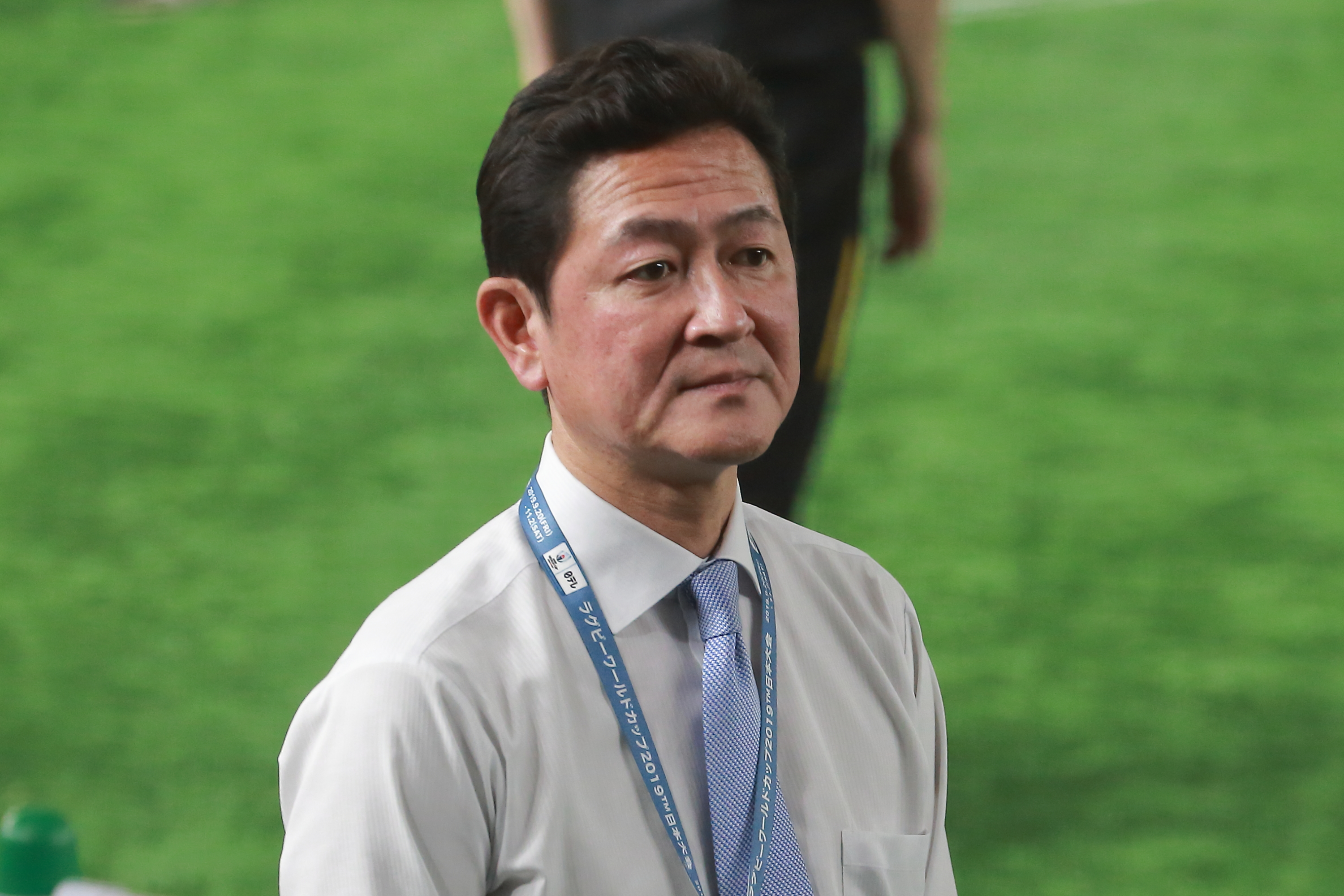
河村亮／5月14日没

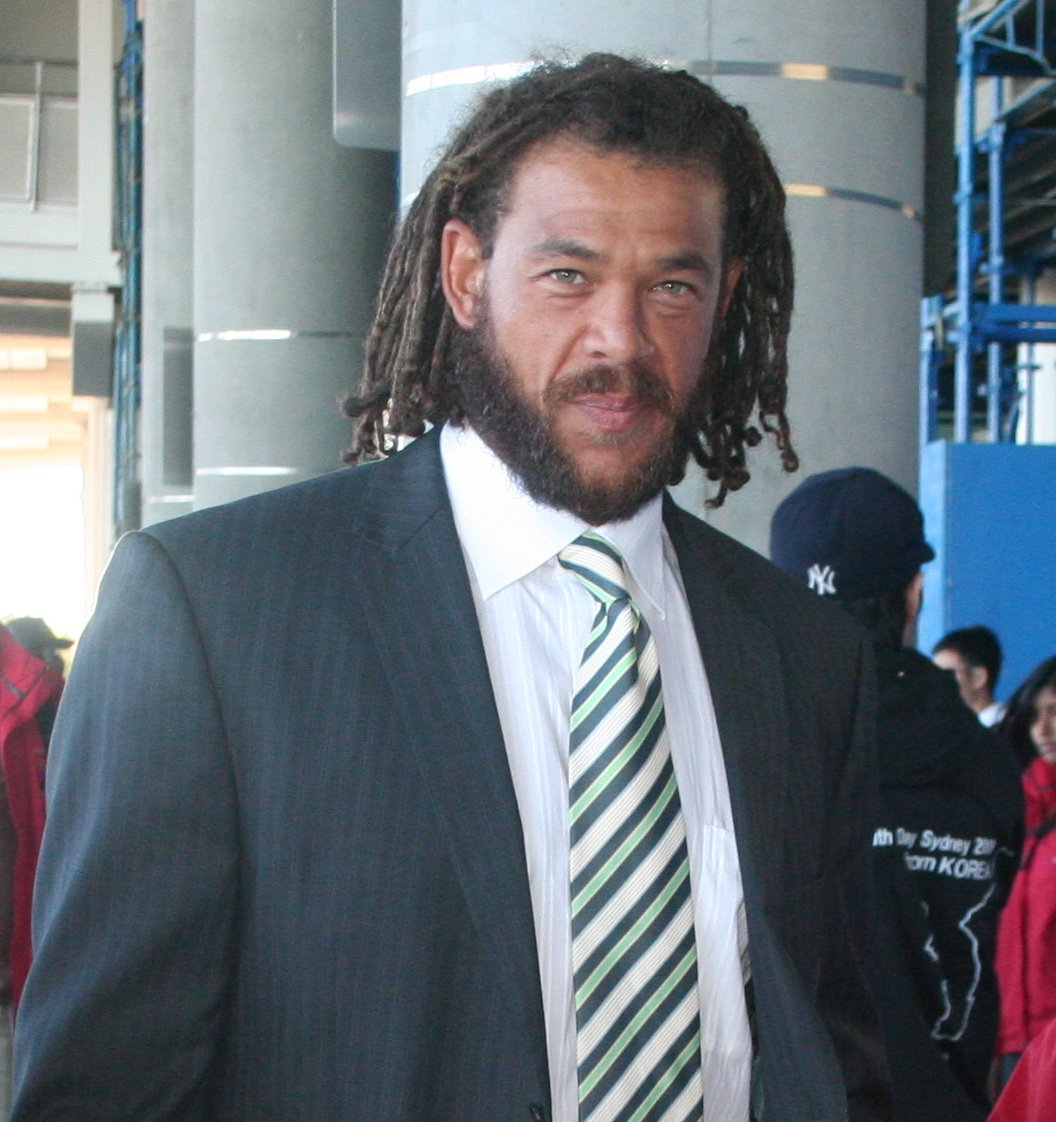
アンドリュー・シモンズ／5月14日没

- 5月1日 - アイリーン・ダンハム、アメリカ合衆国のスーパーセンテナリアン、バス学校爆破事件生存者（* 1907年）[1]
- 5月1日 - ミリー・ベイリー（英語版）、アメリカ合衆国の退役軍人、初のアフリカ系アメリカ人女性パイロットの1人（* 1918年）[2]
- 5月1日 - 池崎博文、ブラジルの実業家、元サンパウロの東洋人街リベルダージ文化福祉協会会長（* 1927年）[3]
- 5月1日 - 佐藤昌憲、日本の分析化学者、京都工芸繊維大学名誉教授（* 1931年）[4]
- 5月1日 - リカルド・アラルコン（英語版）、キューバの政治家、元外務大臣、人民権力全国会議議長（* 1937年）[5]
- 5月1日 - イビチャ・オシム、ボスニア・ヘルツェゴビナのサッカー選手、指導者、元サッカー日本代表監督（* 1941年）[6]
- 5月1日 - ドミニック・ルクール、フランスの哲学者（* 1944年）[7]
- 5月1日 - リック・パーネル（英語版）、イギリスのドラマー、「アトミック・ルースター」メンバー（* 1951年）[8]
- 5月1日 - イラン・ギロン、イスラエルの政治家、クネセト議員（* 1956年）[9]
- 5月1日 - 呉貴臨（中国語版）、台湾のシャンチー棋士（* 1962年）[10]
- 5月1日 - 中山俊宏、日本の国際政治学者、慶應義塾大学総合政策学部教授（* 1967年）[11]
- 5月1日 - 舘野真知子、日本の料理研究家、管理栄養士（* 1973年）[12]
- 5月1日 - キム・ヒソン（朝鮮語版）、韓国のバレエダンサー（* 1992年）[13]
- 5月1日 - 宮本卓也、日本の元サッカー選手、指導者（* 1983年）[14]。
- 5月2日 - ジューロ・セダー（英語版）、クロアチアの画家（* 1927年）[15]
- 5月2日 - 大橋守、日本の有機化学者、神奈川大学・電気通信大学名誉教授、元日本質量分析学会会長（* 1932年）[16]
- 5月2日 - 伊藤正、日本のジャーナリスト、産経新聞元中国総局長・論説委員（* 1940年）[17]
- 5月2日 - ジークフリート・ガッサー（ドイツ語版）、オーストリアの政治家、元ブレゲンツ市長（* 1941年）[18]
- 5月2日 - ヴィタリー・デルベネフ（ロシア語版）、ベラルーシの重量挙げ選手（* 1976年）[19]
- 5月3日 - ノーマン・ミネタ、アメリカ合衆国の政治家、元アメリカ陸軍将校、サンノゼ市長、商務長官、運輸長官（* 1931年）[20]
- 5月3日 - トニー・ブルックス、イギリスの元レーシングドライバー（* 1932年）[21]
- 5月3日 - 中村正郎、日本の物理学者、人工知能研究者、福井大学名誉教授（* 1932年）[22]
- 5月3日 - 望月朗宏、日本の実業家、元日清紡績（現日清紡ホールディングス）社長（* 1935年）[23]
- 5月3日 - 沼部春友、日本の神職、神道学者（* 1938年）[24]
- 5月3日 - ミーク・ウィジャヤ（英語版）、インドネシアの女優、モデル（* 1939年）[25]
- 5月3日 - 澤田正昭、日本の考古学者、元奈良国立文化財研究所埋蔵文化財センター長（* 1940年?）[26]
- 5月3日 - ウィルソン・カルナラトネ（英語版）、スリランカの映画俳優、スタントディレクター（* 1942年）[27]
- 5月3日 - リノ・カポリッチオ（英語版）、イタリアの俳優（* 1943年）[28]
- 5月3日 - 渡辺裕之、日本の俳優（* 1955年）[29]
- 5月4日 - ドナルド・マケロウ（英語版）、イギリスのサイクリスト（* 1925年）[30]
- 5月4日 - スタニスラフ・シュシケビッチ、ベラルーシの政治家、科学者、初代ベラルーシ共和国最高会議議長（* 1934年）[31]
- 5月4日 - ケニー・ムーア（英語版）、アメリカ合衆国の陸上選手、ジャーナリスト（* 1943年）[32]
- 5月4日 - オレクサンドル・マホフ（ウクライナ語版）、ウクライナのジャーナリスト、志願兵（* 1986年）[33]
- 5月5日 - アクセル・レイヨンフーヴッド、スウェーデンの経済学者（* 1933年）[34]
- 5月5日 - ケネス・ウェルシュ、カナダの俳優（* 1942年）[35]
- 5月5日 - ハーム・オッテンブロス、オランダの元自転車競技選手（* 1943年）[36]
- 5月5日（訃報発表日） - 行方洋一、日本のレコーディング・エンジニア、オーディオ評論家（* 1943年）[37]
- 5月5日 - 足立建夫、日本の俳優（* 1944年）[38]
- 5月5日 - ロナルド・ロパトニ（英語版）、クロアチアの元水球選手、1968年メキシコシティーオリンピック金メダリスト【旧ユーゴスラビア代表】（* 1944年）[39]
- 5月5日 - マイク・ハガティ、アメリカ合衆国の俳優、声優（* 1954年）[40]
- 5月5日 - ジェスロ・レイゼンビー、オーストラリアの俳優、写真家、モデル（* 1991年）[41]
- 5月6日 - 大日方俊子、日本の作詞家（* 1931年）[42]
- 5月6日 - 安藤実親、日本の作曲家（* 1932年）[43]
- 5月6日 - 山形八郎、日本の洋画家（* 1933年）[44]
- 5月6日 - 黄石城（中国語版）、台湾の政治家、元中央選挙委員会主任委員（* 1935年）[45]
- 5月6日 - ビル・ラスキー（英語版）、アメリカ合衆国の元アメリカンフットボール選手【バッファロー・ビルズなどに所属】（* 1943年）[46]
- 5月6日 - パトリシア・A・マキリップ、アメリカ合衆国の小説家、ファンタジー作家、SF作家（* 1948年）[47]
- 5月6日 - ジョージ・ペレス（英語版）、アメリカ合衆国の漫画家、イラストレーター（* 1954年）[48]
- 5月7日 - アンジェラ・ティラボスキ（イタリア語版）、イタリアのスーパーセンテナリアン（* 1910年）[49]
- 5月7日 - ユーリ・アヴェルバク（ロシア語版）、ロシア連邦のチェスプレーヤー、作家、元ソ連チェス連盟（ロシア語版）会長（* 1922年）[50]
- 5月7日 - 吉峯良二、日本の政治家、鹿児島県加世田市長（* 1927年）[51]
- 5月7日 - 松山眞一、在日韓国人のヤクザ、極東会5代目会長（* 1927年）[52]
- 5月7日 - 田中健五、日本のジャーナリスト、編集者、実業家、元文藝春秋会長（* 1928年）[53]
- 5月7日 - ミッキー・ギリー（英語版）、アメリカ合衆国のカントリー・ミュージック歌手、ソングライター（* 1936年）[54]
- 5月7日 - 劉子楓（中国語版）、中華人民共和国の俳優（* 1938年）[55]
- 5月7日 - アントン・アリエタ（スペイン語版）、スペインのサッカー選手【アスレティック・ビルバオなどに所属】（* 1946年）[56]
- 5月7日 - 胡台麗（中国語版）、台湾の人類学者、ドキュメンタリー映像作家（* 1950年）[57]
- 5月7日 - 飯田宗孝、日本のバレエダンサー、バレエ指導者、東京バレエ団団長（* 1957年）[58]
- 5月7日 - カン・スヨン、韓国の女優（* 1966年）[59][60]
- 5月8日 - マリア・グサコワ、ロシア連邦の元クロスカントリースキー選手、1960年スコーバレーオリンピック10km金メダリスト（* 1931年）[61]
- 5月8日 - 鈴木節子、日本の俳人（* 1931年）[62]
- 5月8日 - レイ・スコット、アメリカ合衆国の釣り師、B.A.S.S.（英語版）創設者（* 1933年）[63]
- 5月8日 - 長谷川英憲、日本の政治家、元東京都議会議員、元杉並区議会議員、都政を革新する会代表（* 1938年）[64]
- 5月8日 - シド・ファリモンド（英語版）、イギリスのサッカー選手【ボルトン・ワンダラーズFCなどに所属】（* 1940年）[65]
- 5月8日 - 金芝河、韓国の詩人、思想家（* 1941年）[66]
- 5月8日 - 2代目東家浦太郎、日本の浪曲師、元日本浪曲協会会長（* 1942年）[67]
- 5月8日 - フレッド・ウォード、アメリカ合衆国の俳優（* 1942年）[68]
- 5月8日 - 井出彰、日本の編集者、実業家、エッセイスト、小説家、図書新聞代表（* 1943年）[69]
- 5月8日 - デニス・ウォーターマン、イギリスの俳優、歌手（* 1948年）[70]
- 5月8日 - ジョン・R・チェリー3世（英語版）、アメリカ合衆国の映画監督、脚本家（* 1948年）[71]
- 5月8日 - 来賀友志、日本の漫画原作者、元雑誌編集者（* 1956年）[72]
- 5月9日 - 秦怡（中国語版）、中華人民共和国の女優（* 1922年）[73]
- 5月9日 - 壽崎肇、日本の実業家、スーパー寿屋（現カリーノファシリティーズ）創業者（* 1926年）[74]
- 5月9日 - 韓晶恵（朝鮮語版）、韓国の料理研究家（* 1931年）[75]
- 5月9日 - 脱線（中国語版）、台湾のコメディアン、俳優（* 1933年）[76]
- 5月9日 - 西野正夫、日本の実業家、元熊本県民テレビ社長（* 1933年）[77]
- 5月9日 - 清元小志寿太夫、日本の清元節太夫（* 1934年?）[78]
- 5月9日 - 野島稔、日本のピアニスト、東京音楽大学学長（* 1945年）[79]
- 5月9日 - ジョン・ヘンリー・コーツ、オーストラリアの数学者（* 1945年）[80]
- 5月9日 - 白井義昭、日本の英文学者、横浜市立大学名誉教授（* 1946年）[81]
- 5月9日 - 小玉理恵子、日本のゲームクリエイター（* 1963年）[82]
- 5月9日 - ダヴィド・ジワニア（ウクライナ語版）、ウクライナの政治家、最高議会議員、元非常事態担当大臣（* 1967年）[83]
- 5月9日 - エイドリアン・ペイン（英語版）、アメリカ合衆国のバスケットボール選手（* 1991年）[84]
- 5月9日 - デニス・ドゥブロフ（ウクライナ語版）、ウクライナのパラ競泳選手、2016年リオデジャネイロ・2020年東京パラリンピック金メダリスト（* 1989年）[85]
- 5月9日 - ジョディ・ルコキ、コンゴ民主共和国出身のオランダのサッカー選手、コンゴ民主共和国代表（* 1992年）[86]
- 5月9日 - 绮楼Qilou、中国の女性バーチャルYouTuber（* 生年未公表）[87]
- 5月10日 - 中村信子、日本出身のベトナムの元ラジオ放送局アナウンサー、ベトナムの声放送局日本語放送アナウンサー（* 1922年）[88]
- 5月10日 - 佐藤晃一、日本の実業家、元ホテルオークラ社長（* 1925年?）[89]
- 5月10日 - マリア・デュヴァル（英語版）、アルゼンチンの女優（* 1926年）[90]
- 5月10日 - ジョン・クリップス（英語版）、イギリス出身のオーストラリアの園芸家、クリップスピンク開発者（* 1927年）[91]
- 5月10日 - 早乙女勝元、日本の作家（* 1932年）[92]
- 5月10日 - 青木はるみ、日本の詩人（* 1933年）[93]
- 5月10日 - レオニード・クラフチュク、ウクライナの政治家、初代大統領（* 1934年）[94]
- 5月10日 - シヴ・クマール・シャルマ、インドのサントゥール奏者（* 1938年）[95]
- 5月10日 - イ・イルウン（朝鮮語版）、韓国の俳優（* 1942年）[96]
- 5月10日 - ボブ・レイニア、アメリカ合衆国の元プロバスケットボール選手【デトロイト・ピストンズなどに所属】（* 1948年）[97]
- 5月10日 - アレクサンドル・トラーゼ、ジョージアのピアニスト（* 1952年）[98]
- 5月10日 - マルセロ・ペッシ（英語版）、パラグアイの検事（* 1976年）[99]
- 5月11日 - 神谷聰一郎、日本の銀行家、元静岡銀行頭取（* 1934年）[100]
- 5月11日 - ウィリアム・ベネット、イギリスのフルート奏者（* 1936年）[101]
- 5月11日 - 川本和久、日本の陸上競技指導者、福島大学教授、福島大学陸上競技部監督（* 1957年）[102]
- 5月11日 - 上島竜兵、日本の芸人、タレント、ダチョウ倶楽部メンバー（* 1961年）[103]
- 5月11日 - シェリーン・アブ・アクレ（英語版）、パレスチナのジャーナリスト、アルジャジーラ記者（* 1971年）[104]
- 5月11日 - トレヴァー・スターナド、アメリカ合衆国のメロディックデスメタルバンド「ザ・ブラック・ダリア・マーダー」のボーカル（* 1981年?）[105]
- 5月11日 - デニス・コズロフ、ロシアの軍人、陸軍大佐、第12独立親衛工兵旅団長（* 1982年）[106][107]
- 5月12日 - 池川信夫、日本の薬学者、新潟薬科大学元学長・名誉教授（* 1926年）[108]
- 5月12日 - 小塩節、日本のドイツ文学者、中央大学名誉教授、フェリス女学院理事長（* 1931年）[109]
- 5月12日 - 松永怜一、日本のアマチュア野球指導者、元野球日本代表監督（* 1931年）[110]
- 5月12日 - 江戸満、日本の政治家、元自衛官、元愛知県扶桑町長、元陸上自衛隊陸将補（* 1933年）[111]
- 5月12日 - ジーノ・キャパレッティ（英語版）、アメリカ合衆国のアメリカンフットボール選手、元プロサッカー選手（* 1934年）[112]
- 5月12日 - ジャルー・グルウィウィ、オーストリアのイダキ（ディジュリドゥ）奏者（* 1935年）[113]
- 5月12日 - フランチェスコ・ヌカーラ（イタリア語版）、イタリアの政治家、イタリア共和党党首（* 1940年）[114]
- 5月12日 - 佐々木新一、日本の歌手（* 1946年）[115]
- 5月13日 - 楊亨燮 - 朝鮮民主主義人民共和国の政治家、元最高人民会議常任委員会副委員長（* 1925年）[116]
- 5月13日 - ベン・ロイ・モッテルソン、アメリカ合衆国出身のデンマークの理論物理学者、ノーベル物理学賞受賞者（* 1926年）[117]
- 5月13日 - テレサ・ベルガンサ、スペインのメゾソプラノ歌手（* 1933年）[118]
- 5月13日 - サイモン・プレストン、イギリスのオルガニスト、指揮者、作曲家（* 1938年）[119]
- 5月13日 - ボブ・チアフォン（英語版）、アメリカ合衆国のポーカープレイヤー（* 1940年）[120]
- 5月13日 - 小島秀夫、日本のヴァイオリニスト、指揮者（* 1941年）[121]
- 5月13日 - 熊﨑勝彦、日本の検察官、弁護士、第13代日本野球機構コミッショナー（* 1942年）[122]
- 5月13日 - ハリーファ・ビン・ザーイド・アール・ナヒヤーン、アブダビ首長国の首長、第2代アラブ首長国連邦大統領（* 1948年）[123]
- 5月13日 - リッキー・ガードナー（英語版）、スコットランドのギタリスト、イギー・ポップ・デヴィッド・ボウイバンドメンバー（* 1948年）[124]
- 5月13日 - ケイン樹里安、日本の社会学者（* 1989年）[125]
- 5月13日 - リル・キード（英語版）、アメリカ合衆国のラッパー（* 1998年）[126]
- 5月14日 - 加藤操、日本のセンテナリアン（* 1912年）[127]
- 5月14日 - 岩井寿夫、日本の実業家、元高知新聞社社長（* 1938年）[128]
- 5月14日 - ベルナール・ビゴ（フランス語版）、フランスの官僚、原子力・代替エネルギー庁職員、ITER機構長（* 1950年）[129]
- 5月14日 - おおつぼマキ、日本の漫画家（* 1958年）[130]
- 5月14日 - デビッド・ウェスト、アメリカ合衆国の元プロ野球選手【ミネソタ・ツインズ、福岡ダイエーホークスなどに所属】（* 1964年）[131]
- 5月14日 - 河村亮、日本のアナウンサー、日本テレビ放送網アナウンス部専門部長（* 1967年）[132][133]
- 5月14日 - アンドリュー・シモンズ、オーストラリアのクリケット選手（* 1975年）[134]
- 5月14日 - マキシ・ロロン（英語版）、アルゼンチンのサッカー選手（* 1995年）[135]
- 5月15日 - 池田武邦、日本の実業家、建築家（* 1924年）[136]
- 5月15日 - 高橋ヨシ江、日本の元陸上選手、元中央大学陸上競技部監督・元日本陸上競技連盟女子委員長（* 1932年）[137]
- 5月15日 - 佐竹正忠、日本の分析化学者、福井大学名誉教授（* 1932年）[138]
- 5月15日 - 高貴男、大韓民国の政治家、第10・11・12代国会議員（* 1933年）[139]
- 5月15日 - ライナー・バゼドウ（ドイツ語版）、ドイツの俳優、声優（* 1938年）[140]
- 5月15日 - 境成雄、日本の実業家、元日本トムソン社長（* 1938年?）[141]
- 5月15日 - ロバート・コゴイ（英語版）、ベルギーの歌手（* 1939年）[142]
- 5月15日 - イェジ・トレラ（ポーランド語版）、ポーランドの俳優（* 1942年）[143]
- 5月15日 - デボラ・フレイザー（英語版）、南アフリカ共和国のゴスペルシンガー（* 1965年）[144]

## 16日 - 31日

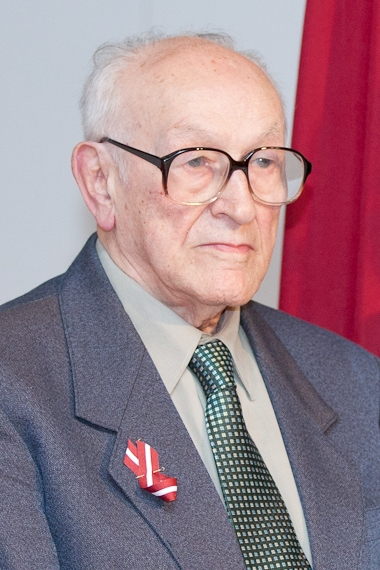
ローランズ・カルニンシュ／5月17日没

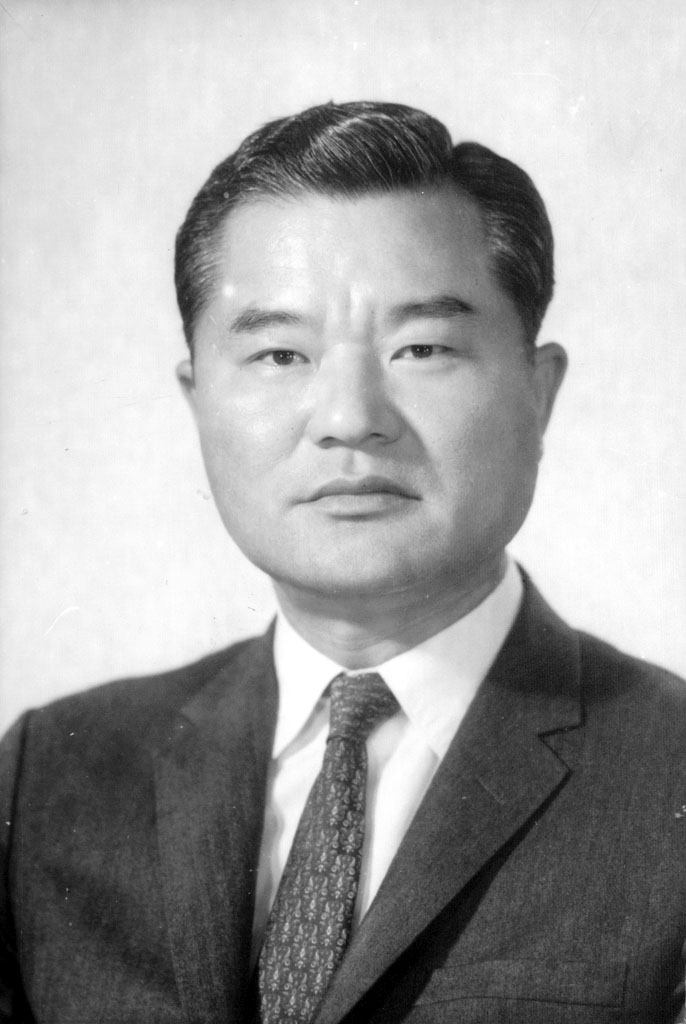
丁來赫／5月17日没

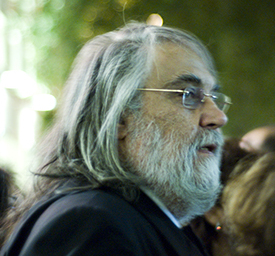
ヴァンゲリス／5月17日没

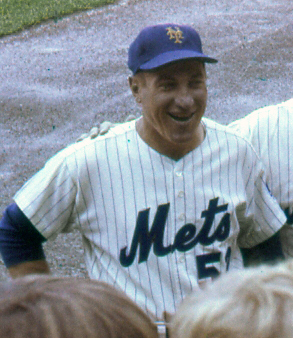
ジョー・ピニャタノ／5月23日没

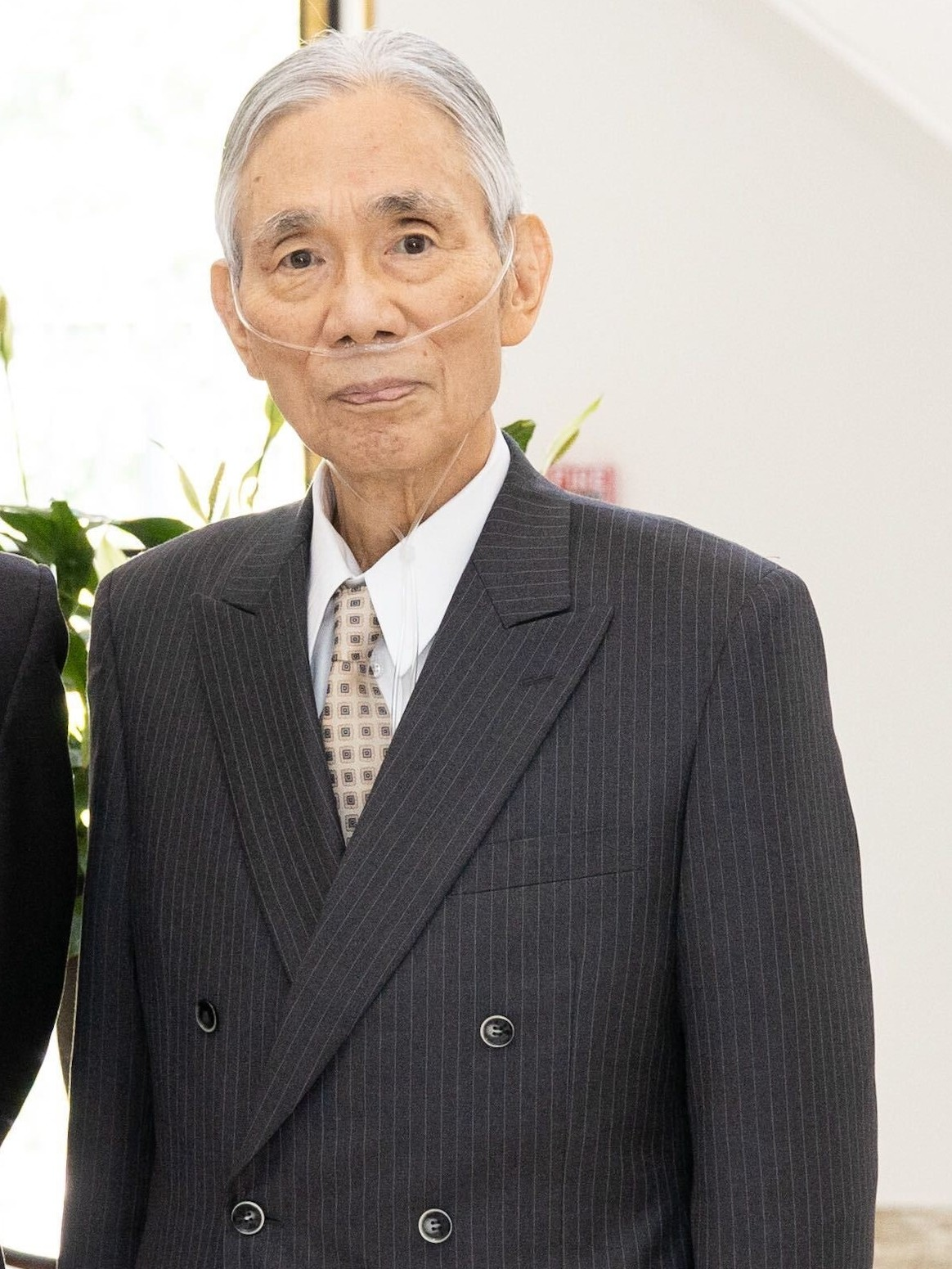
葛西敬之／5月25日没

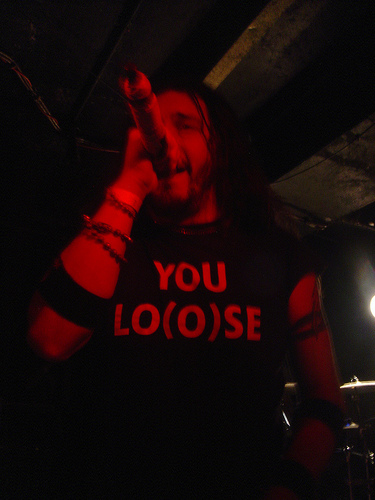
ギヨーム・ビドー／5月25日没

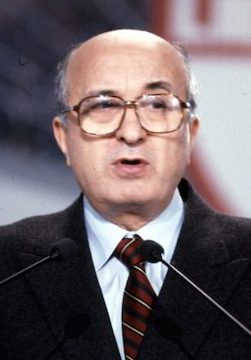
チリアーコ・デ・ミータ／5月26日没

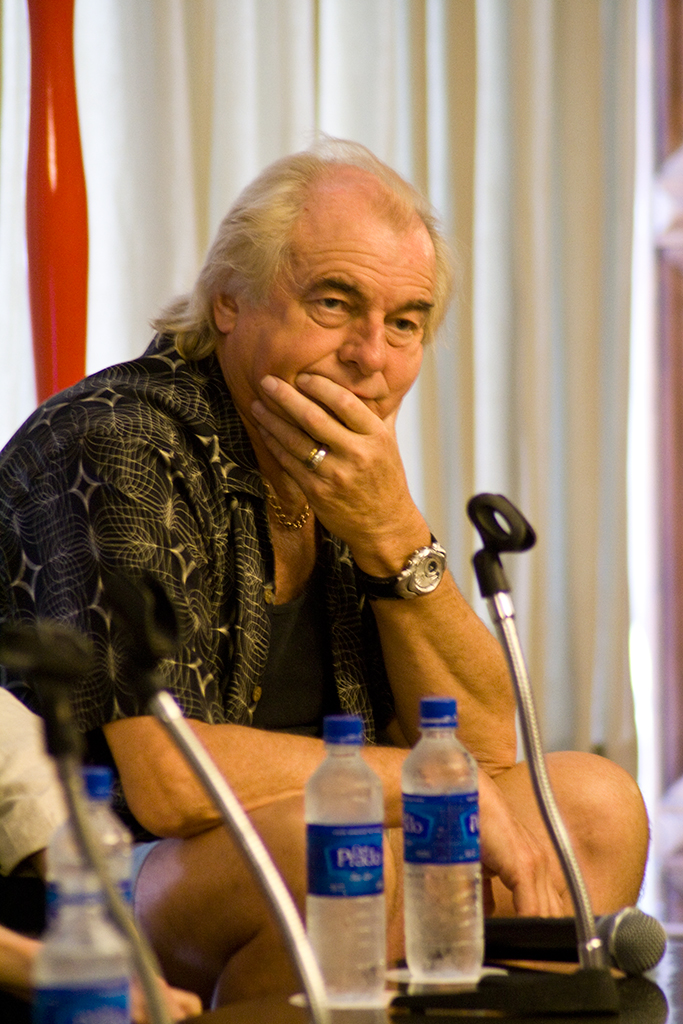
アラン・ホワイト／5月26日没

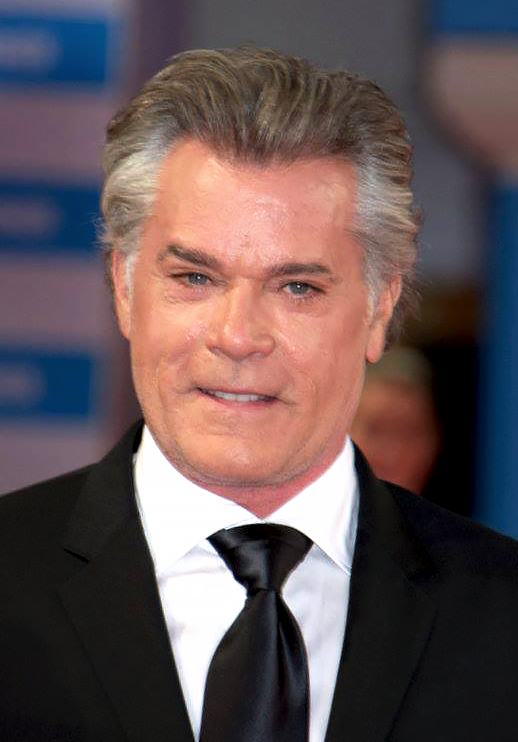
レイ・リオッタ／5月26日没

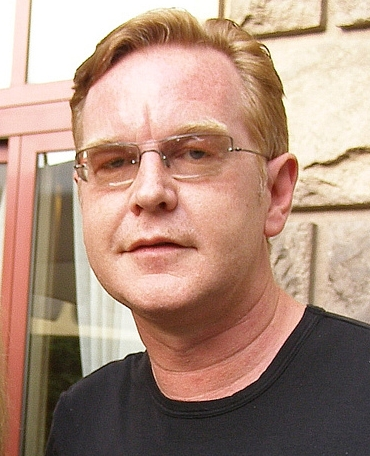
アンディ・フレッチャー／5月26日没

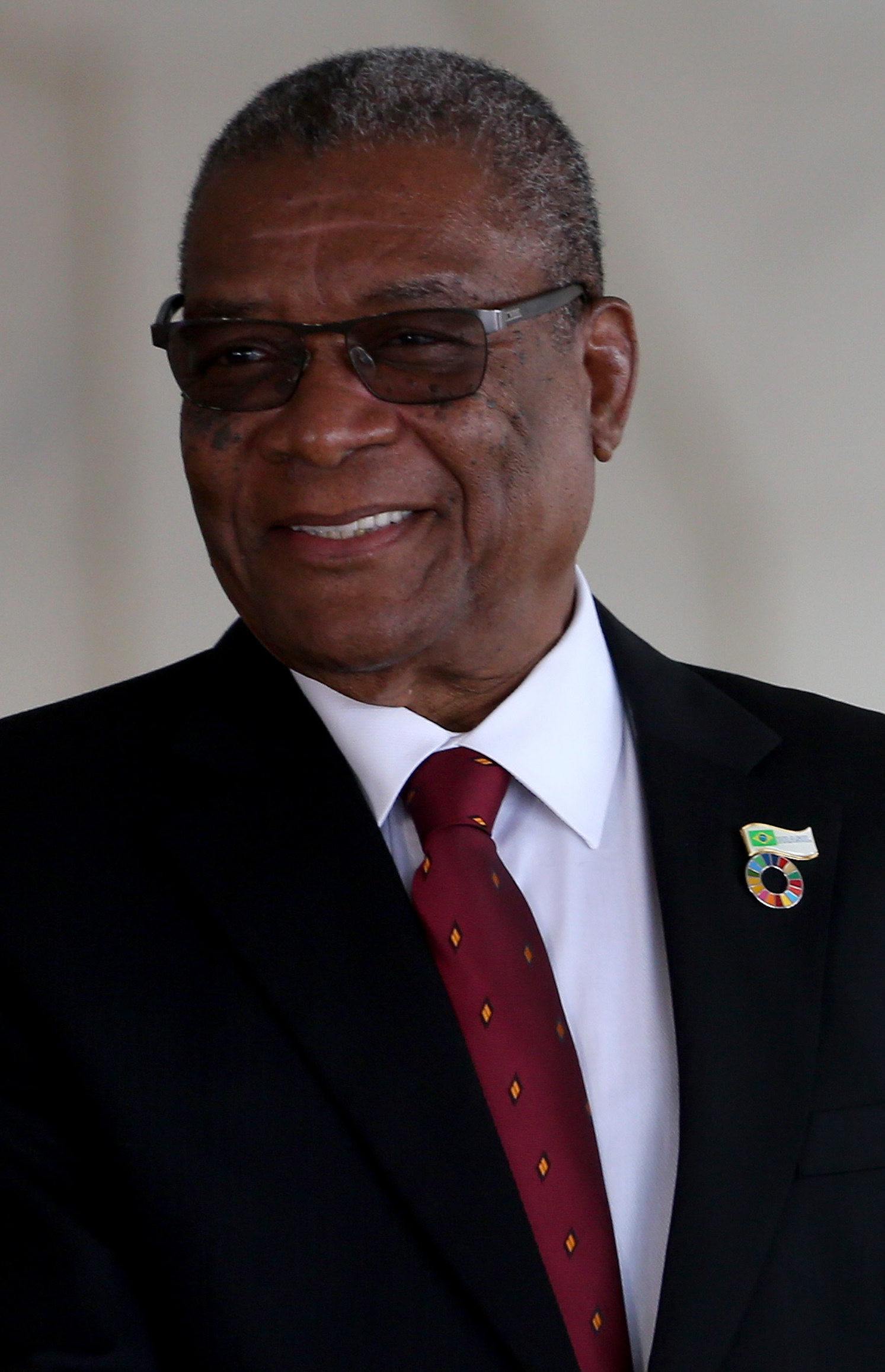
エバリスト・カルバリョ／5月28日没

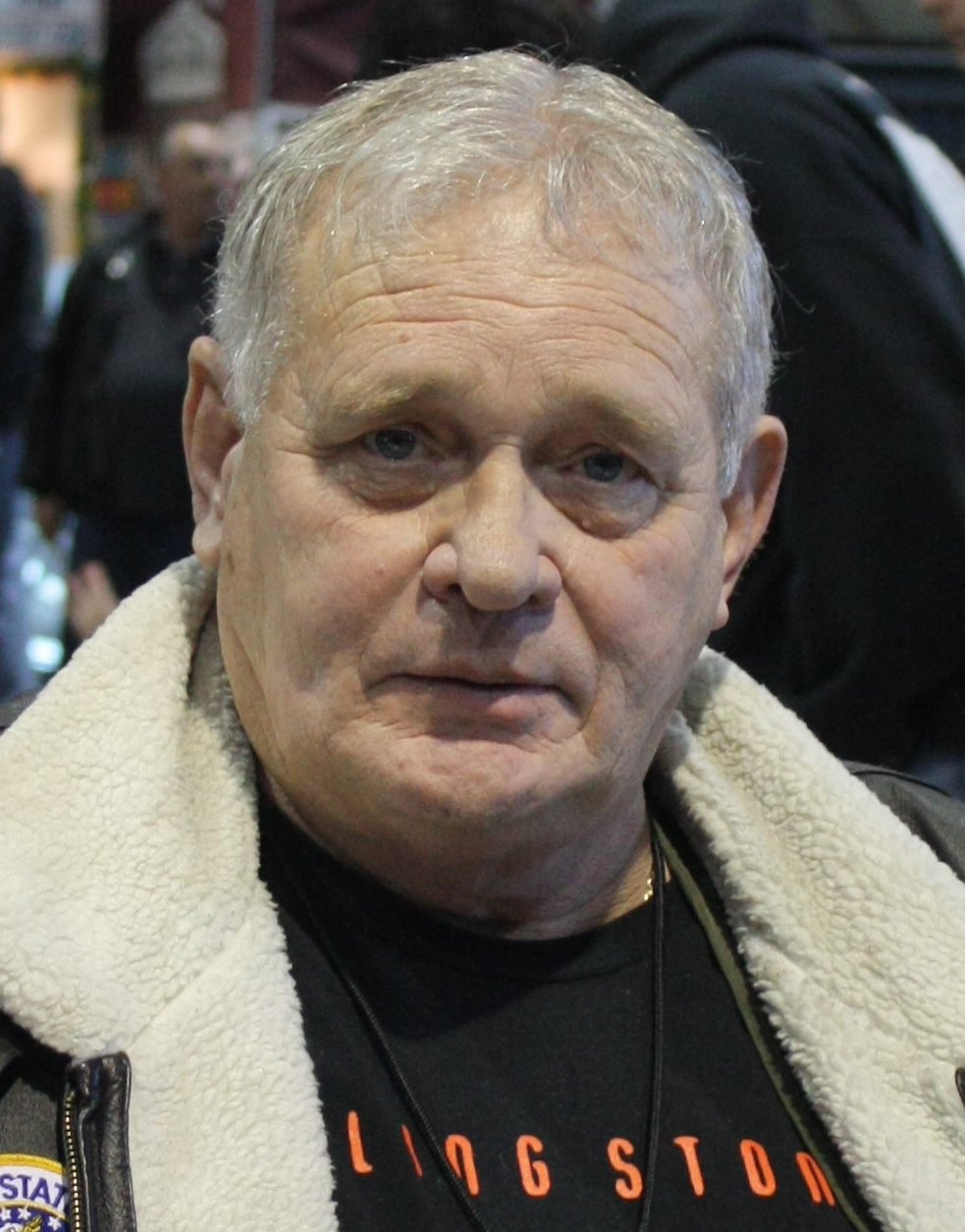
ボー・ホプキンス／5月28日没

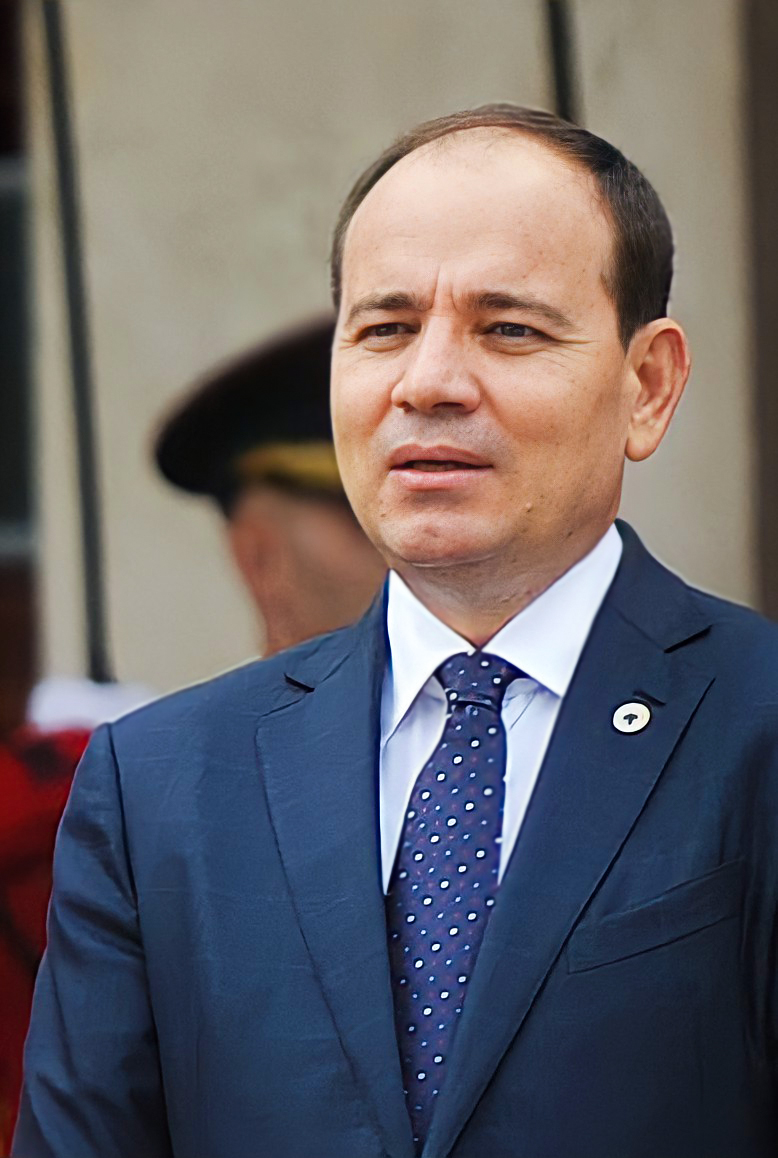
ブヤル・ニシャニ／5月28日没

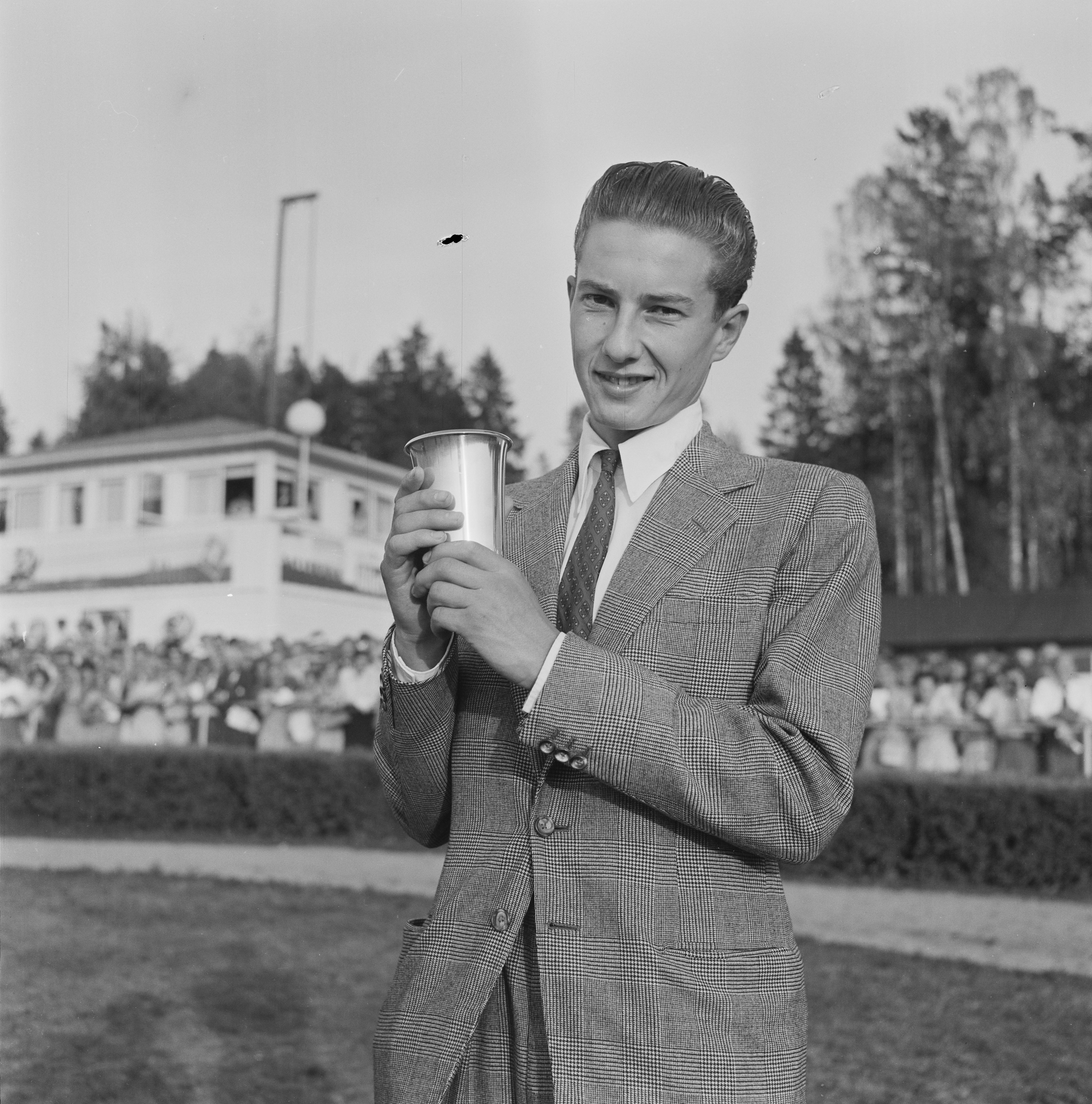
レスター・ピゴット／5月29日没

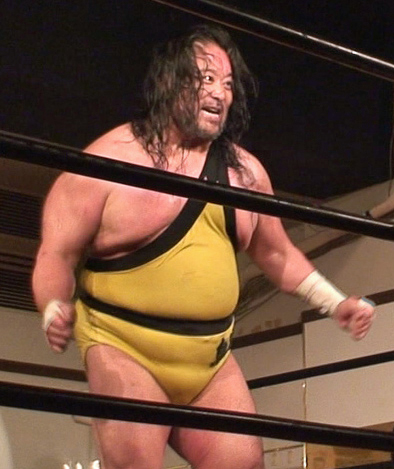
ターザン後藤／5月29日没

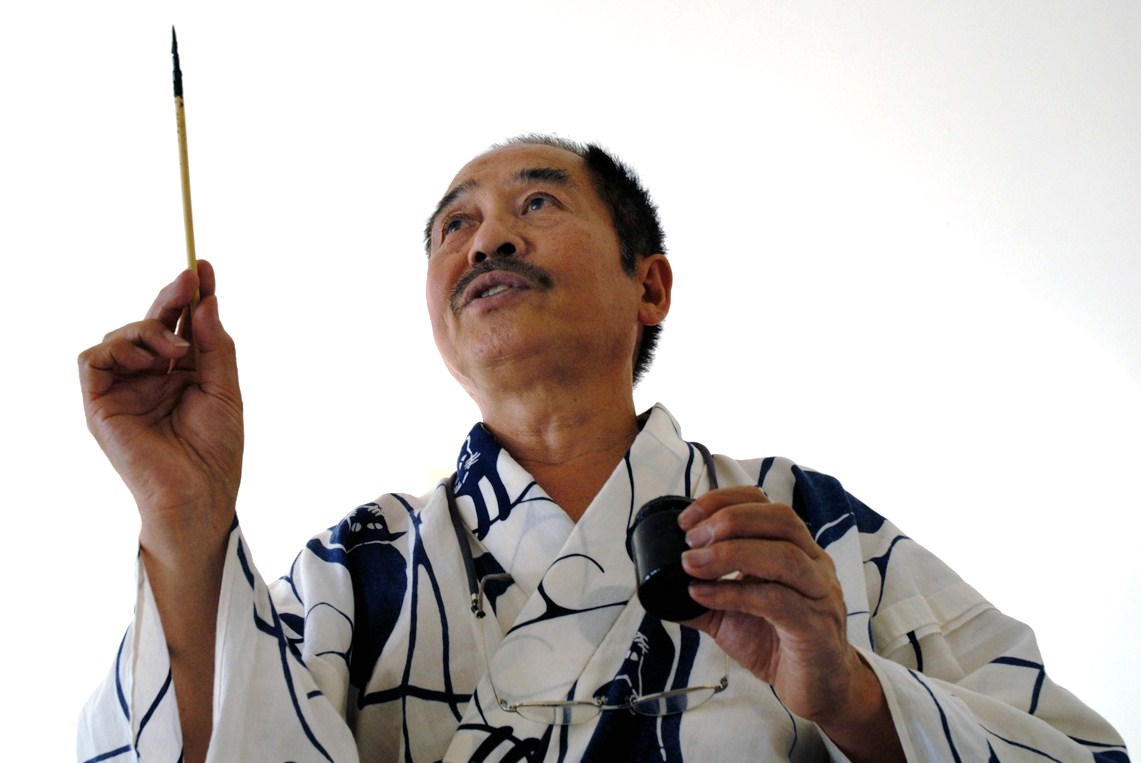
松井守男／5月31日没

- 5月16日 - 香川忠孝、日本のアナウンサー【南海放送所属】、実業家（* 1932年もしくは1933年）[145]
- 5月16日 - 植村泰一、日本のフルート奏者、元東京音楽大学学長（* 1934年）[146]
- 5月16日 - 浜田卓二郎、日本の政治家、弁護士、実業家、元衆議院議員・参議院議員【自由民主党・改革クラブ所属】（* 1941年）[147]
- 5月16日 - ジョン・アイルワード、アメリカ合衆国の俳優（* 1946年）[148]
- 5月16日（死亡推定日） - アデモラ・オクラジャ（英語版）、ナイジェリア出身のドイツの元バスケットボール選手【パメサ・バレンシアなどに所属】（* 1975年）[149]
- 5月17日 - ローランズ・カルニンシュ、ラトビアの映画監督（* 1922年）[150]
- 5月17日 - 川越重比古、日本の元自衛官、元航空自衛隊空将・北部航空方面隊司令官（* 1923年?）[151]
- 5月17日 - 今泉正隆、日本の警察官僚、元警視総監（* 1926年）[152]
- 5月17日 - 丁來赫、韓国の軍人、政治家、第9・10・11代国会議員、同議長（* 1926年）[153]
- 5月17日 - 佐原昊、日本の栄養学者、元郡山女子大学教授（* 1926年?）[154]
- 5月17日 - 山本潔、日本の実業家、元RKB毎日放送社長（* 1929年）[155]
- 5月17日 - フランシス・ロドリゲス・ガルシア（スペイン語版）、スペインのサッカー選手【FCバルセロナなどに所属】（* 1934年）[156][157]
- 5月17日 - ヴァンゲリス、ギリシャの音楽家（シンセサイザー奏者・作曲家）（* 1943年）[158]
- 5月17日 - リック・プライス（英語版）、イギリスのベーシスト、元ザ・ムーブ・ウィザードメンバー（* 1944年）[159]
- 5月17日 - 吉田博昭、日本のCMディレクター、映画監督、実業家、ティー・ワイ・オー（現TYO）創業者（* 1949年）[160]
- 5月17日 - 五十嵐素一、日本の実業家、白洋舍会長（* 1951年）[161]
- 5月17日 - 平賀淳、日本の写真家（* 1978年）[162][163]
- 5月18日 - ボブ・ニューワース（英語版）、アメリカ合衆国のシンガーソングライター（* 1939年）[164]
- 5月18日 - ポール・プリムリー（英語版）、カナダのジャズピアニスト、ビブラフォン奏者（* 1953年）[165]
- 5月18日 - 杵屋彌吉、日本の長唄三味線方、杵彌派八代目家元（* 1939年）[166]
- 5月18日 - キャサール・コフラン（英語版）、アイルランドのシンガーソングライター（* 1960年?）[167]
- 5月18日 - ドミンゴ・ビジャール（英語版）、スペインの犯罪小説作家（* 1971年）[168]
- 5月18日 - マーニー・シュレンブルク、アメリカ合衆国の女優（* 1984年）[169]
- 5月18日 - ムポ・モエラネ（英語版）、南アフリカ共和国の政治家、元ヨハネスブルグ市長（* 生年不明）[170]
- 5月19日 - 玄哲海、北朝鮮の軍人、朝鮮人民軍元帥、元朝鮮人民軍後方総局総局長・人民武力部第1副部長（* 1934年）[171]
- 5月19日 - ジャン＝ルイ・コモリ（フランス語版）、フランスの映画評論家、映画監督（* 1941年）[172]
- 5月19日 - 施祖祥（中国語版）、香港の元官僚、元公務員事務局長・香港貿易発展局総裁（* 1945年）[173]
- 5月19日 - 向浩一、日本の実業家、日本コンピューターテクノロジー（現コムチュア）創業者（* 1946年）[174]
- 5月19日 - チェテ・レーラ（英語版）、スペインの俳優（* 1949年）[175]
- 5月19日 - バーナード・ライト（英語版）、アメリカ合衆国のファンク・ジャズキーボード奏者、歌手（* 1963年）[176]
- 5月20日 - 小嶋千鶴子、日本の実業家、イオングループ名誉顧問（* 1916年）[177]
- 5月20日 - ロジャー・エンゼル（英語版）、アメリカ合衆国のスポーツライター（* 1920年）[178]
- 5月20日 - 鹿山光、日本の水族生化学者、広島大学名誉教授（* 1927年）[179]
- 5月20日 - 錦山福太郎、日本の実業家、共栄メディア前会長（* 1939年?）[180]
- 5月20日 - アーメド・ベナイサ（英語版）、アルジェリアの俳優（* 1944年）[181]
- 5月20日 - 遠藤滋、日本の歌人（* 1947年）[182]
- 5月21日 - マリア・ルシマール・ペレイラ、ブラジルの長寿の女性（* 1890年?）[183]
- 5月21日 - コリン・キャントウェル（英語版）、アメリカ合衆国のコンセプトアーティスト（* 1932年）[184]
- 5月21日 - 今井良治、日本の実業家、元ジェコス社長（* 1932年?）[185]
- 5月21日 - ゴーディ・ウィンドホーン、アメリカ合衆国の元プロ野球選手【阪急ブレーブスなどに所属】（* 1933年）[186]
- 5月21日 - 井上美代、日本の政治家、女性運動家、元日本共産党参議院議員、元新日本婦人の会会長（* 1936年）[187]
- 5月21日 - ローズマリー・ラドフォード・リューサー（英語版）、アメリカ合衆国のカトリック神学者、フェミニスト（* 1936年）[188]
- 5月21日 - 澤孝子、日本の浪曲師、元日本浪曲協会会長（* 1939年）[189]
- 5月21日 - ジリ・ジデク・シニア（英語版）、チェコの元バスケットボール選手・指導者、FIBA殿堂（* 1944年）[190]
- 5月21日 - 島袋秀幸、日本の政治家、沖縄県伊江村長（* 1952年）[191]
- 5月21日 - マルコ・コルネス（英語版）、チリの元サッカー選手、元同国代表（* 1957年）[192]
- 5月21日 - ニコライ・ズーエフ、ロシアの総合格闘家（* 1958年）[193]
- 5月22日 - 藤野藤作、日本の能楽師、高安流ワキ方（* 1926年?）[194]
- 5月22日 - 布江弥之助、日本の実業家、元西日本鉄道会長（* 1927年?）[195]
- 5月22日 - ヘイゼル・ヘンダーソン、イギリス出身のアメリカ合衆国の経済学者、未来学者、著述家（* 1933年）[196]
- 5月22日 - ピーター・ランボーン・ウィルソン、アメリカ合衆国のアナーキスト作家、詩人、著述家、評論家（* 1945年）[197]
- 5月22日 - 石井隆、日本の劇画家、脚本家、映画監督（* 1946年）[198]
- 5月22日 - ミス・ティック（英語版）、フランスのストリートアーティスト（* 1956年）[199]
- 5月22日 - カナマト・ボタシェフ、ロシアの元軍人、空軍少将（* 1959年）[200]
- 5月23日 - ジョー・ピニャタノ、アメリカ合衆国の元プロ野球選手【ニューヨーク・メッツなどに所属】（* 1929年）[201]
- 5月23日 - 武者小路公秀、日本の国際政治学者、大阪経済法科大学アジア太平洋研究センター前所長・特任教授、国際連合大学元副学長（* 1929年）[202]
- 5月23日 - 田口富久治、日本の政治学者、名古屋大学名誉教授（* 1931年）[203]
- 5月23日 - 菊地常夫、日本の将棋棋士（* 1949年）[204]
- 5月23日 - 住友俊洋、日本のギタリスト、The Savoy Truffleメンバー（* 1965年）[205]
- 5月23日 - ジェイミー・バートレット、イギリス出身の南アフリカ共和国の俳優（* 1966年）[206]
- 5月24日 - 内山孝、日本の洋画家（* 1922年）[207]
- 5月24日 - 笠田稔、日本の能楽師、観世流シテ方（* 1934年）[208]
- 5月24日 - 三好千津子、日本の書家（* 1934年）[209]
- 5月24日 - 木附沢麦青、日本の俳人（* 1936年）[210]
- 5月24日 - 高橋よしこ、日本の新派女優（* 1936年）[211]
- 5月24日 - デヴィッド・ダトゥナ（英語版）、ジョージア出身のアメリカ合衆国の芸術家（* 1974年）[212]
- 5月24日 - 山形定房、日本のアナウンサー、元NHK・元テレビ朝日アナウンサー（* 1929年）[213]
- 5月25日 - 吉崎努、日本の書家、刻字家（* 1933年）[214]
- 5月25日 - 葛西敬之、日本の実業家、JR東海名誉会長（* 1940年）[215]
- 5月25日 - ギヨーム・ビドー、フランスの歌手、元スカーヴ、ネミックメンバー（* 1978年）[216]
- 5月26日 - チリアーコ・デ・ミータ、イタリアの政治家、第46代目首相（* 1928年）[217]
- 5月26日 - シン・イルリョン（朝鮮語版）、韓国の俳優（* 1948年）[218]
- 5月26日 - アラン・ホワイト、イングランドのドラマー、イエスメンバー（* 1949年）[219]
- 5月26日 - レイ・リオッタ、アメリカ合衆国の俳優（* 1954年）[220]
- 5月26日 - 和田庸子、日本の劇団員、脚本家（* 1956年?）[221]
- 5月26日 - アンディ・フレッチャー、イギリスのミュージシャン、デペッシュ・モードメンバー（* 1961年）[222]
- 5月26日 - イ・オル（朝鮮語版）、韓国の俳優（* 1964年）[223]
- 5月27日 - アンジェロ・ソダーノ（英語版）、イタリアのカトリック教会聖職者、枢機卿、元法王庁国務長官（英語版）（* 1927年）[224]
- 5月27日 - 横井美保子、日本の陸軍軍人・横井庄一夫人（* 1927年）[225]
- 5月27日 - アン・ジョンストン、カナダの元フィギュアスケート選手（* 1936年）[226]
- 5月27日 - フアン・ホセ・モサリーニ（英語版）、アルゼンチンのバンドネオン奏者（* 1943年）[227]
- 5月27日 - イム・ジュンヒョク（朝鮮語版）、韓国のコメディアン（* 1980年）[228]
- 5月28日 - 川口市雄、日本の政治家、元静岡県熱海市長（* 1936年）[229]
- 5月28日 - 高橋正、日本の銀行家、元広島銀行頭取（* 1939年?）[230]
- 5月28日 - エバリスト・カルバリョ、サントメ・プリンシペの元大統領、元首相（* 1941年）[231]
- 5月28日 - ボー・ホプキンス、アメリカ合衆国の俳優（* 1942年）[232]
- 5月28日 - 伊豫谷登士翁、日本の経済学者、一橋大学名誉教授（* 1947年）[233]
- 5月28日 - 西尾正範、日本の政治家、元北海道函館市長（* 1949年）[234]
- 5月28日 - ブヤル・ニシャニ、アルバニアの政治家、第5代大統領、元内相・司法相（* 1966年）[235]
- 5月29日 - 達田ヒサイ、石川県のスーパーセンテナリアン、同県内最後の明治生まれ（* 1911年）[236]
- 5月29日 - 飯塚実、日本の元アマチュアレスリング選手、1956年メルボルンオリンピック日本代表（* 1933年）[237]
- 5月29日 - レスター・ピゴット、イギリスの元騎手（* 1935年）[238]
- 5月29日 - ロニー・ホーキンス、アメリカ合衆国出身のカナダのロックンロールシンガー（* 1935年）[239]
- 5月29日 - 浜田マキ子、日本の実業家、政治運動家、エッセイスト（* 1942年）[240]
- 5月29日 - スティーヴ・ブロートン（英語版）、アメリカ合衆国のドラマー、エドガー・ブロートン・バンド（英語版）メンバー（* 1950年）[241]
- 5月29日 - ターザン後藤、日本のプロレスラー（* 1963年）[242]
- 5月29日 - シドゥ・ムース・ワラ（英語版）、インドのラッパー、俳優、政治家（* 1993年）[243]
- 5月30日 - ボリス・パホル（英語版）、スロベニアの作家（* 1913年）[244]
- 5月30日 - 千葉半厓、日本の書家（* 1931年）[245]
- 5月30日 - 天明佳臣、日本の医師（* 1932年）[246]
- 5月30日 - 松井守男、日本の洋画家（* 1942年）[247]
- 5月30日 - フリードリヒ・C・デリウス（英語版）、ドイツの作家（* 1943年）[248]
- 5月30日 - フレデリック・ルクレール＝イモフ、フランスのカメラマン、BFM TV記者（* 1990年?）[249]
- 5月30日 - ジェフ・グラッドニー（英語版）、アメリカ合衆国のアメリカンフットボール選手【アリゾナ・カーディナルスなどに所属】（* 1993年）[250]
- 5月31日 - 安秉萬（朝鮮語版）、韓国の政治学者、政治家、前韓国外国語大学校学長、元教育科学技術部長官（* 1941年）[251]
- 5月31日 - デイヴ・スミス（英語版）、アメリカ合衆国の電子楽器技術者、デイヴ・スミス・インスツルメンツ、シーケンシャル・サーキット創業者（* 1950年）[252]
- 5月31日 - バート・ブライアント（英語版）、アメリカ合衆国の元プロゴルファー（* 1962年）[253]